# Алиев, Ильхам Гейдар оглы
Ильха́м Гейда́р оглы́ Али́ев (азерб. İlham Heydər oğlu Əliyev [ilˈham hejˈdæɾ oɣˈɫu æˈlijef], в русской традиции также Ильха́м Гейда́рович Али́ев; род. 24 декабря 1961, Баку, Азербайджанская ССР, СССР) — азербайджанский государственный и политический деятель. Действующий президент Азербайджана с 31 октября 2003 года.
Сын и преемник третьего президента Азербайджана Гейдара Алиева (1993—2003). Пять раз побеждал на президентских выборах (2003, 2008, 2013, 2018, 2024).
По мнению ряда международных наблюдателей, президентство Алиева отмечено стабилизацией политической жизни страны. В то же время ряд источников характеризует режим, установленный Алиевым в Азербайджане, как диктаторский либо автократичный и авторитарный.

## Происхождение
Алиев родился 24 декабря 1961 года в Баку, в семье начальника Контрразведывательного отдела КГБ Азербайджанской ССР Гейдара Алиева и старшего научного сотрудника института офтальмологии Зарифы Алиевой.
Кроме него в семье была ещё старшая дочь — Севиль. Её сын, племянник Алиева, — Азер, является вице-президентом Федерации тяжёлой атлетики Азербайджана.

### По отцу

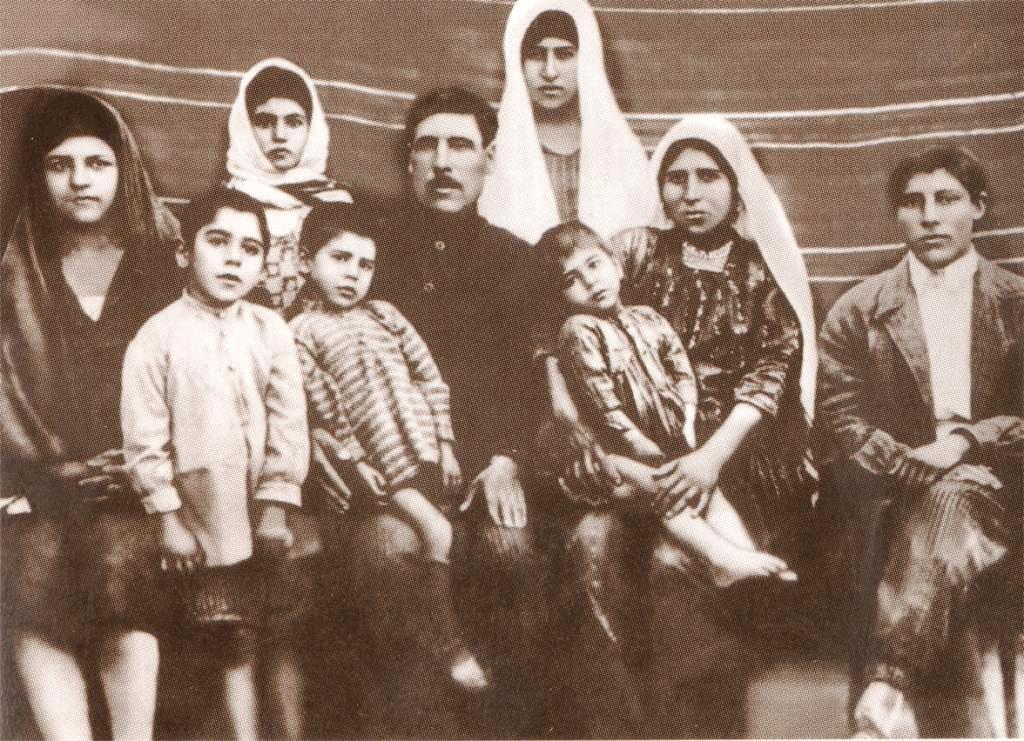
Семья Гейдара Алиева

Его отец — Гейдар Алиев стал руководителем Азербайджанского КГБ, затем возглавлял республику в должности Первого секретаря ЦК Компартии Азербайджанской ССР, пока не переехал в Москву, где работал первым заместителем Председателя Совета Министров СССР. Он был родом из города Нахичевани. Сама семья Алиевых были выходцами из азербайджанского селения Джомартли Зангезурского уезда (позже Сисианский район, ныне Сюникская область Армении), но к моменту рождения Гейдара она уже переехала в Нахичевань. Бабушка Гейдара по отцу была родом из селения Уруд (ныне село Воротан в Армении).
Старший дядя Алиева — Гасан в разное время работал директором Института ботаники и Института географии АН Азербайджанской ССР, а также председателем Азербайджанского филиала Всесоюзного общества почвоведения; являлся академиком. Его избирали в депутаты Верховного Совета (парламента) Азербайджанской ССР и президентом Азербайджанского географического общества. Его сын, двоюродный брат Алиева — Расим стал архитектором, Заслуженным архитектором Азербайджанской ССР, вице-президентом Союза архитекторов Азербайджана. На протяжении 23 лет (1966—1998) он являлся главным архитектором города Баку.
Второй дядя — Гусейн, стал художником, работал главным художником в редакции печатного органа Компартии Азербайджанской ССР — газете «Коммунист». Он получил звание Народного художника Азербайджана. Другой дядя Ильхама по отцу — Агиль являлся учёным-экономистом, членом-корреспондентом НАН Азербайджана.
Четвёртый дядя — Джалал стал учёным-селекционером, академиком и членом Президиума АН. Он трижды избирался депутатом Милли Меджлиса (парламента), являлся иностранным членом Российской академии сельскохозяйственных наук, Академии аграрных наук Украины и Академии аграрных наук Республики Беларусь.
Тётя — Рафига получила учёную степень доктора химических наук, профессор, стала действительным членом НАН Азербайджана. Она была замужем за министром дорожного строительства Азербайджанской ССР Рафиком Халафовым. Их дочь, двоюродная сестра Алиева — Фахрия — художник-модельер, заслуженный деятель искусств Азербайджана.

### По матери

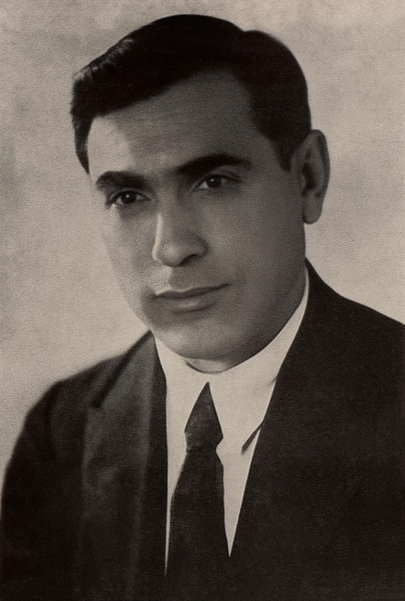
Азиз Алиев

Его мать — Зарифа Алиева, была врачом-офтальмологом, академиком АН Азербайджанской ССР, профессором. Она родилась в селе Шахтахты Нахичеванской автономии. Как и по отцу, среди предков Алиева по материнской линии также есть выходцы из Армении.
Его дед — Азиз Алиев был родом из села Амамлу Александропольского уезда. Став врачом, он впоследствии руководил Азербайджанским медицинским институтом, затем являлся ректором Азербайджанского государственного университета, а после — народным комиссаром здравоохранения Азербайджанской ССР. В годы Великой Отечественной войны А. Алиев стал председателем Верховного Совета Азербайджанской ССР, пока его не назначили Первым секретарём Дагестанского обкома ВКП(б) (де-факто — руководителем Дагестана).
Оба дяди — Тамерлан и Джамиль также стали врачами, докторами медицинских наук. Тамерлан Алиев был эндокринологом, работал главным терапевтом Министерства здравоохранения Азербайджана, получил почётное звание Заслуженного деятеля науки республики и Государственную премию (1981). Джамиль Алиев же стал онкологом, впоследствии профессором, действительным членом НАНА. Сын Джамиля, двоюродный брат Алиева — Азиз является доктором медицинских наук, ректором Бакинского филиала I Московского государственного медицинского университета имени И. М. Сеченова.
Единственная тётя по матери — Гюляра стала пианисткой, композитором, педагогом. Она является создателем инструментального ансамбля «Дан улдузу»; получила почётное звание Заслуженного деятеля искусств (1977) и учёную степень кандидата искусствоведения (1966).

## Биография

### Образование
В 1977 году окончил среднюю школу № 6 города Баку и поступил в Московский государственный институт международных отношений (МГИМО). По окончании института, в 1982 году он поступил в аспирантуру МГИМО. В том же году, по приглашению Андропова, семья Алиевых переехала в Москву. На вопрос журналиста Михаила Гусмана о поступлении в МГИМО, Алиев ответил:
Меня приняли по справке, в которой официально утверждалось, что мне буквально через пять месяцев исполнится 16 лет. Первый год учёбы был самым ответственным. Одно дело учиться в Баку сыну первого секретаря ЦК Компартии Азербайджана, а другое — в Москве, в совершенно иной среде да ещё в таком молодом возрасте. Но я не подвёл отца, учился хорошо в институте, а затем и в аспирантуре.

### Карьера

#### Преподавательская деятельность
В 1985 году, защитив диссертацию на соискание учёной степени кандидата исторических наук, он остался на преподавательской работе в Московском государственном институте международных отношений.

#### Бизнес

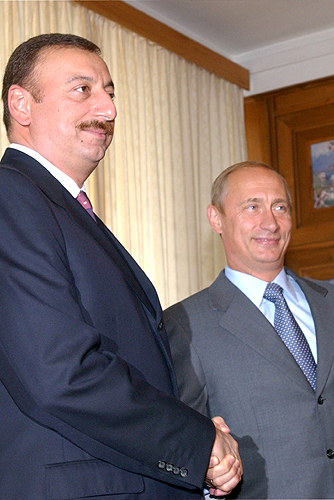
Премьер-министр Азербайджана Алиев и президент России Владимир Путин. Ялта, 2003

После преподавательской деятельности Алиев занялся частным предпринимательством. В 1991 году он возглавил фирму «Ориент», а в 1992 году переехал в Стамбул, так как основная деятельность фирмы была связана с Турцией. Вернулся на родину, лишь когда Гейдар Алиев стал президентом республики.

#### Начало политической карьеры
С 1994 по август 2003 года — вице-президент, затем первый вице-президент «SOCAR» (Государственной нефтяной компании Азербайджанской Республики). Принимал участие в осуществлении «нефтяной стратегии Гейдара Алиева». Также активно участвовал в переговорах с иностранными нефтяными компаниями, которые завершились подписанием договора, известного как «Контракт Века». Алиев является автором ряда исследовательских работ по геополитическим аспектам нефтяной политики суверенного Азербайджана.
В 1995 году был избран, а в 2000 году переизбран депутатом Милли меджлиса Азербайджана. Но в 2003 году, вступив на должность премьер-министра Азербайджанской Республики, сложил депутатские полномочия.
В 1997 году стал президентом Национального олимпийского комитета Азербайджана. По его инициативе активно строились спортивные школы, формировались национальные команды по тем видам спорта, которые традиционно были сильны в Азербайджане. За большой вклад в дело развития спорта и Олимпийского движения награждён высшим орденом Международного олимпийского комитета (МОК), а также Орденом Славы «Великой Кордон» Международного военно-спортивного совета.
В декабре 1999 года на I съезде партии «Новый Азербайджан» Алиев был избран одним из пяти заместителей председателя партии, а в ноябре 2001 года на II съезде партии — первым заместителем председателя. В 2005 году был избран председателем этой партии.
С 2001 по 2003 год руководил делегацией Милли меджлиса Азербайджана (Парламента) в Парламентской ассамблее Совета Европы (ПАСЕ). В январе 2003 года Алиев был избран заместителем председателя ПАСЕ и членом бюро ПАСЕ. В апреле 2004 года за активное участие в работе ПАСЕ и приверженность европейским идеалам был награждён дипломом почётного члена ПАСЕ и медалью ПАСЕ.
В июле 2003 года Гейдар Алиев, находившийся на лечении, и Алиев стали кандидатами на пост президента страны. Кроме того, 4 августа по предложению президента Милли меджлис назначил Алиева премьер-министром страны. Спустя два месяца, 2 октября, по государственному телевидению Азербайджана было зачитано обращение Гейдара Алиева к народу, в котором он заявил, что снимает свою кандидатуру в пользу сына.

## Президентство

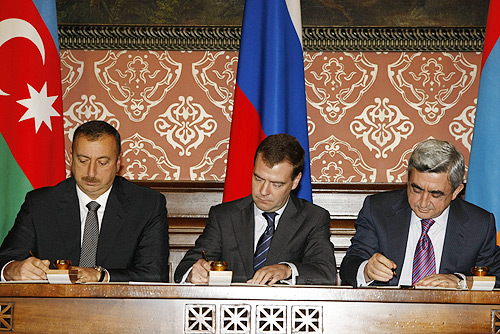
Президенты Алиев, Дмитрий Медведев (Россия) и Серж Саргсян (Армения) во время подписания декларации по Нагорному Карабаху. Майендорф, 2008

15 октября 2003 года в стране прошли президентские выборы, победу на которых одержал Алиев, набрав 79,46 % голосов. По сообщениям международных наблюдателей, в ходе выборов были зафиксированы многочисленные нарушения. Оппозиция не признала исход выборов, и на следующий день свыше 3 тыс. сторонников одного из оппозиционных кандидатов в президенты от партии Мусават двинулись по центральным улицам столицы к площади Азадлыг. На место событий прибыл полк внутренних войск. Столкновения привели к жертвам. В своей инаугурационной речи Алиев заявил:
Я верю в счастливое будущее Азербайджана. Уверен, что наша страна и впредь будет развиваться и укрепляться. Демократия в Азербайджане получит дальнейшее развитие, будут обеспечены политический плюрализм, свобода слова. Наша страна станет современным государством. Для того, чтобы добиться всего этого, в Азербайджане многое необходимо сделать. Но для осуществления всего этого и превращения Азербайджана в могущественное государство, прежде всего, необходимо продолжить в стране политику Гейдара Алиева.
Как в самом Азербайджане, так и за рубежом от нового главы государства ожидали проведения постепенных реформ, сближения с Западом, либерализации политической жизни и укрепления стабильности. Согласно широко распространённому мнению, молодой президент имел недостаточно опыта, не проявлял интереса к политике и не обладал отцовской харизмой, а поэтому от него не ожидали жёсткого стиля руководства. На первых порах Алиев полностью зависел от старой правящей элиты, поскольку на всех значимых министерских постах оставались те, кто занял их ещё при Гейдаре Алиеве. Ему потребовалось два года, чтобы подготовить смену аппарата.
Победив на президентских выборах 15 октября 2008 года и получив свыше 88 % голосов избирателей, Алиев во второй раз был избран на пост президента Азербайджанской Республики. Состав правительства практически не изменился.
В июне 2013 года на V съезде партии «Новый Азербайджан» была выдвинута кандидатура Алиева на президентских выборах, которые прошли 9 октября. По итогам выборов действующий глава государства Алиев набрал 84,6 % голосов. Об этом заявил глава ЦИК Азербайджана Мазахир Панахов. Явка на выборах составила 72 %.
Французский исследовательский институт OpinionWay в 2019 году провёл опрос по 9 вопросам среди азербайджанского народа, которыми затронул процессы, произошедшие в стране за последний (2018—2019) год. По результатам опроса 85,1 % участников опроса положительно отозвались о деятельности действующего президента.

### Укрепление власти
Алиев пришёл к власти, сменив своего отца Гейдара Алиева, руководившего Азербайджаном с 1993 года. Помимо этого он возглавил и созданную отцом партию «Новый Азербайджан», также правящую республикой с 1993 года. Сама политическая и государственная система Азербайджана была оформлена при Гейдаре Алиеве, когда в 1995 году была принята новая Конституция (до этого была Конституция Азербайджанской ССР 1978 года, совсем иного типа государства). В интервью «Российской газете», данном в октябре 2003 года, Алиев сказал, что «нынешний Азербайджан — это произведение Гейдара Алиева, и о том, что он сделал для страны, можно говорить часами. И его курс мы должны продолжить» и что «я всегда стремился и буду стремиться быть похожим на отца».
В октябре 2005 года в Азербайджане было объявлено о предотвращении попытки государственного переворота, по обвинению в которой были арестованы 12 человек, включая министра экономического развития Ф. Алиева, министра финансов Ф. Юсифова, министра здравоохранения А. Инсанова, президента Госконцерна «Азерхимия» Ф. Садыгова и экс-президента АН Азербайджана Э. Салаева. Согласно аналитическому докладу Международной кризисной группы (International Crisis Group), в среде оппозиции первоначально

считалось, что Ильхам Алиев не в состоянии управлять страной. Некоторые даже видели в нём переходную фигуру, которая обеспечит успешный переход к другому члену правящего клана. Тем не менее, Ильхам Алиев оказался более тонким политиком, чем предполагали его недоброжелатели. Он понимал, что наибольшая угроза его правлению исходит не от слабой оппозиции, а от правящей элиты. Смерть Гейдара Алиева развязала руки многим влиятельным членам этой «старой гвардии», которой хотелось управлять молодым и неопытным президентом. Её возглавил дядя президента Джалал Алиев и его ближайший соратник, Али Инсанов — министр здравоохранения, глава влиятельного клана еразов [азербайджанцев — выходцев из Армении] и основатель правящей партии «Новый Азербайджан». В своих первоначальных усилиях по консолидации власти Ильхам Алиев подчёркивал, что продолжит политику своего отца, и воздерживался от каких-либо серьёзных изменений в правительстве…
Ильхам резко обошёлся со своими политическими противниками. Инсанов и Фархад Алиев были арестованы по обвинению в попытке переворота и осуждены за коррупцию и хищения. Правительство жёстко подавило оппозицию после парламентских выборов, прошедших в ноябре 2005 года. Эти меры помогли стереть восприятие президента как слабого, но они также повредили его имиджу реформатора…
Арест Инсанова, лидера еразов, ознаменовал символический конец региональных кланов как определяющего фактора в азербайджанской политике. Нахичеванцы и в меньшей степени еразы продолжали сохранять большинство ключевых мест, но личная преданность и близость к президенту стали важнее принадлежности к тому или иному региональному клану. В отличие от своего отца, Ильхам предпочитал работать с более цивилизованными людьми, выросшими в Баку и зачастую добившимися успеха в бизнесе. Значительные доходы от экспорта нефти способствовали дальнейшей консолидации президентской власти и доминированию олигархов.

Во время второго президентского срока, 18 марта 2009 года, в стране прошёл референдум по внесению поправок в Конституцию. Его инициатором выступила правящая партия «Новый Азербайджан». По результатам референдума за поправки проголосовало 90 % пришедших на голосование. Одна из одобренных поправок (за неё проголосовало 92,17 % избирателей) предоставила одному и тому же человеку право избираться более двух раз. Существует широко распространённое мнение, что референдум должен был дать понять соперничающим группировкам внутри правящей элиты, что в ближайшее время можно не опасаться смены власти. Оппозиция обвинила Алиева в том, что он превратил Азербайджан в монархию, а Европейская комиссия расценила референдум как «серьёзный шаг назад» в развитии демократии. Венецианская комиссия в своём заключении назвала Азербайджан «страной, где президент сконцентрировал в своих руках широкую власть».
Следующий конституционный референдум пришёлся на третий президентский срок и состоялся 26 сентября 2016 года. На этот раз его инициатором выступил сам Алиев. Гражданам было предложено проголосовать за то, чтоб президентский срок был увеличен с 5 до 7 лет, были учреждены должности Первого вице-президента и вице-президентов. Среди предложенных изменений были ещё два пункта, затрагивающих деятельность законодательной и исполнительной власти. При Гейдаре Алиеве, когда Ильхам занимал должность премьер-министра, был проведён референдум, по результатам которого полномочия президента страны, в случае его досрочного ухода, передавались не председателю парламента, а премьер-министру. На этот раз гражданам предлагалось проголосовать за то, чтоб при добровольном уходе президента его полномочия передавались не премьер-министру, а Первому вице-президенту, и чтоб президент получил право роспуска Милли Меджлиса (парламента) и объявления внеочередных выборов главы государства. Все 29 поправок на референдуме 2016 года были одобрены с уровнем поддержки от 90 до 95 % голосов. Данный референдум подвергся критике со стороны Совета Европы, охарактеризовавшего его как удар по демократическому развитию страны.
21 февраля следующего года Алиев утвердил свою супругу Мехрибан в должности Первого вице-президента Азербайджана. До этого (с 2005 года) она являлась депутатом Милли Меджлиса. Если ведущий научный сотрудник Центра постсоветских исследований ИМЭМО РАН В. Муханов расценил формирующуюся политическую систему в Азербайджане как «неомонархию», то по мнению старшего научного сотрудника Института социально-политических исследований стран Черноморского региона В. Новикова «этим назначением он сделал очередной шаг на пути дальнейшей династизации своей власти». Бывший посол США в Азербайджане Ричард Казларич также назвал назначение супруги на пост первого вице-президента страны шагом в направлении к монархии.
29 ноября 2016 года парламент, по предложению генерального прокурора Закира Гаралова, принял закон, устанавливающий уголовную ответственность за оскорбление чести и достоинства азербайджанского президента в публичном выступлении, публично демонстрирующемся произведении или в СМИ. Таким образом, виновных ждал штраф в размере 500—1000 манат (тогдашних 19—37 тысяч рублей), либо исправительные работы до двух лет, либо лишение свободы сроком на два года, а если правонарушение было совершено в «информационных ресурсах интернета», то наказанием являлся штраф в размере 1000—1500 манатов (тогдашних 37—58 тысяч рублей) или лишение свободы сроком до трёх лет. В следующем году Администрация президента внесла на рассмотрение парламента проект поправок к данной статье, и к лету парламент ужесточил наказание, за которое теперь предусматривается штраф до 1500—2500 манат, либо лишение свободы на срок до 5 лет, а если подобные выражения будут помещаться на фальшивых аккаунтах и профилях в интернете, то предусматривается штраф от 2000 до 3000 манат.

#### Характеристика политического режима

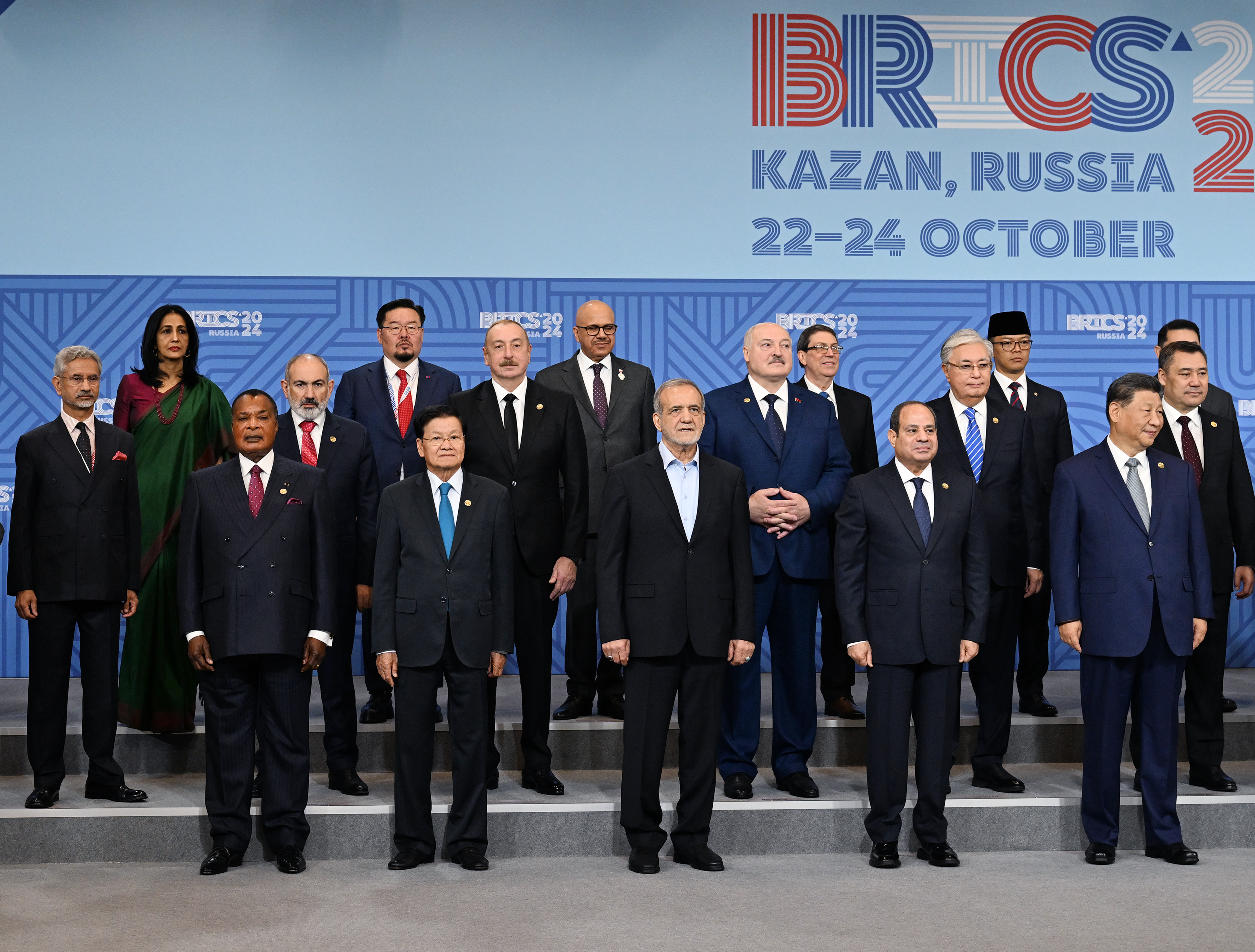
Алиев, Лукашенко, Токаев и Жапаров, XVI саммит БРИКС, 24 октября 2024

Сложившийся в Азербайджане политический режим некоторыми сравнивался с режимом Советского Азербайджана (при этом политические режимы Советов также были разными, начиная от власти рабочего класса, режима личной власти Сталина и кончая хрущёвской и перестроечной либерализацией). По утверждению Сергея Румянцева «всё чаще можно услышать от самых разных людей суждения, что нынешний политический режим ещё „хуже“ или даже авторитарнее советского». Сам он обнаружил в политическом устройстве Азербайджана немало признаков институционального наследия бывшего государства (то есть Советов): созданная властью партия «Новый Азербайджан» сильно напоминает Компартию; влияние Милли Меджлиса (парламента) на президента и деятельность министров такое же, как и Верховного Совета; клановое устройство не только пережило распад СССР, но и сохранилось при Алиеве. При этом Румянцев не склонен сводить специфику нынешнего режима к идее простого продолжения советского режима, но рассматривает сложившийся в Азербайджане режим как полностью авторитарный. Марина Оттавей пыталась осмыслить специфику азербайджанской политической системы как полуавторитарную.
Согласно экспертам правозащитной американской неправительственной организации Freedom House ужесточение политического режима в Азербайджане началось с прихода в 1993 году к власти Гейдара Алиева, а после того как его сменил сын Ильхам, «репрессии» резко ужесточились, и в отчёте организации за 2015 года был сделан вывод, что «в Азербайджане правит авторитарный режим». В «Индексе демократии стран мира 2016 года», составленном Economist Intelligence Unit, Азербайджан занял 148-е место как страна с авторитарным режимом.
Как замечает политолог Зафар Гулиев, с приходом к власти в стране в 2003 году Алиева, в Азербайджане началось планомерное утверждение культа личности покойного президента, развернулась кампания пересмотра новейшей истории Азербайджана. «Международная кризисная группа» в своём докладе отмечает, что культ личности Гейдара Алиева — основа идеологии Азербайджана, состоящая в том, что Гейдар Алиев спас Азербайджан, причём этот культ личности переходит и на его сына Алиева.

### Экономическая политика

Нефтепровод Баку — Тбилиси — Джейхан (зелёный) и Газопровод Баку — Тбилиси — Эрзурум (жёлтый), пущенные в годы президентства Алиева

С 2003 года, после прихода к власти, Алиев стал принимать специальные программы по развитию экономики, к которым можно отнести «Государственную программу по снижению бедности и экономическому развитию в Азербайджанской Республике (2003—2005 годы)», «Государственную программу по социально-экономическому развитию регионов Азербайджанской Республики (2004—2008 годы)», «Стратегию занятости Азербайджанской Республики» (2006—2015 гг.), «Государственную программу социально-экономического развития регионов Азербайджана на 2014—2018 годы» и так далее.
В продолжение нефтяной стратегии Гейдара Алиева, Алиев в 2004 году издал Указ по принятию «Долгосрочной стратегии управления нефтяными и газовыми доходами (2005—2025 годы)».
В начальный период президентства Алиева наблюдался экономический рост за счёт экспорта энергоресурсов. Уже во время первого президентского срока Алиева был осуществлён пуск основных экспортных трубопроводов в обход России: нефтепровода Баку—Тбилиси—Джейхан (запущен в мае 2005 и вышел на полную мощность к июлю 2006 года) и газопровода Баку—Тбилиси—Эрзурум. Если в 2002—2005 годах среднегодовые темпы увеличения ВВП составляли примерно 10 %, то в 2005 году рост ВВП составил 26,4 %, а в 2006 году достиг рекордного уровня 34,5 %. В 2007 году этот показатель снизился до 25 %, после чего темпы экономического роста резко упали.
В 2014 году рост ВВП составил 2,8 %, в связи с сокращением добычи нефти и расширением ненефтяного сектора доля нефтяного сектора снизилась до 37 % от общего объёма ВВП. Тем не менее, по данным МВФ в 2014 году доли нефти и газа в общем объёме экспорта составляли 87 % и 7 %, соответственно. Как заявил Алиев, к 2015 году нефтяной фактор в экономике Азербайджана составляет 30 %.

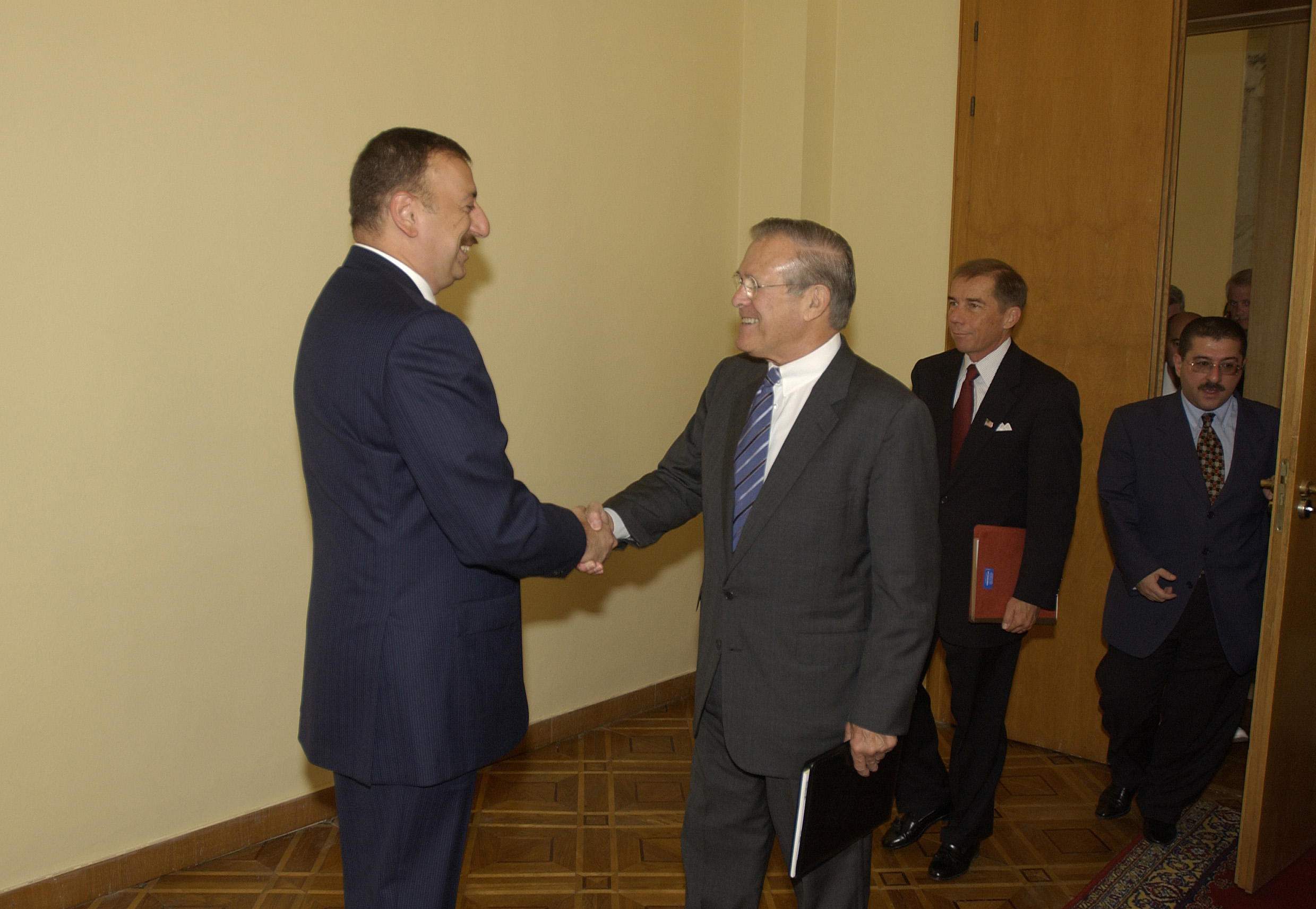
Алиев и министр обороны США Дональд Рамсфелд. Баку, 2004

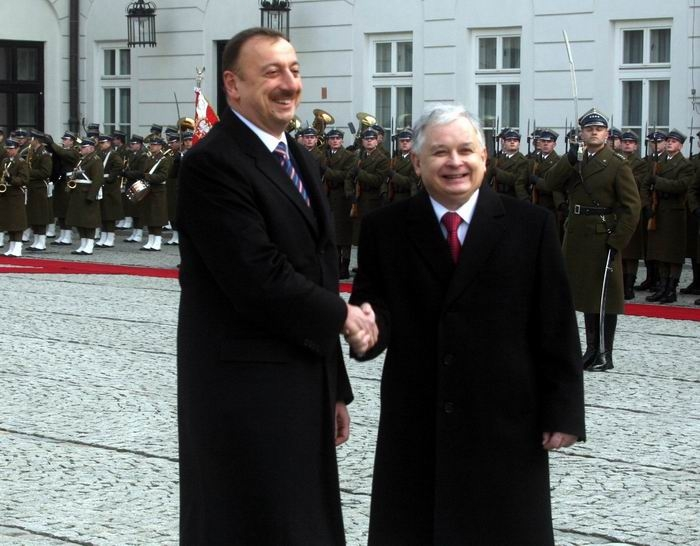
Алиев и президент Польши Лех Качиньский. 2008

В рамках «Государственной программы социально-экономического развития регионов на 2004—2008 годы» были поставлены задачи создания полумиллиона рабочих мест, увеличения в совокупном ВВП удельной доли несырьевого сектора, развития частного бизнеса, развития инфраструктуры — в частности, строительства и реконструкции дорог, медицинских, образовательных и спортивных сооружений.
По состоянию на 2010 год в Азербайджане добывалось более 1 млн баррелей нефти в день. На долю углеводородов приходится более половины ВВП страны. Огромные доходы от нефтеэкспорта, которые, по оценкам, должны составить за предстоящие два десятилетия 350—400 млрд долларов США, позволили правительству пойти на беспрецедентные бюджетные расходы. В 2009 году они составили 34,8 % ВВП, в основном благодаря средствам, поступающим из Государственного нефтяного фонда (SOFAZ). Миллиарды долларов вкладывались в крупные проекты по развитию инфраструктуры и реконструкции. Существует широко распространённое мнение, что часть этих средств расхищалась или использовалась неэффективно, тем более что расходование средств SOFAZ осуществлялась по распоряжениям президента, без контроля со стороны парламента.
За период с 2003 по 2010 год, согласно данным правительства, в стране было создано 840 тыс. рабочих мест, официальный уровень бедности снизился с 45 % до 11 %. Однако без социальных трансфертов общий показатель бедности значительно вырос бы. По данным Всемирного банка, к 2008 году уровень доходов на душу населения достиг 3830 долларов США, однако большая часть населения существовала лишь на правительственные пособия.
По сравнению с 2006 годом, начиная с 2007 года внутренние инвестиции стали преобладать на рынке. А в 2008 году 77,5 % от общего объёма инвестиций в основной капитал составляли внутренние инвестиции, и при этом большая их часть стала направляться в ненефтяной сектор.
Нефтяная политика Алиева положительно повлияла на экономику страны. В 2006 году был сдан в эксплуатацию нефтепровод Баку — Тбилиси — Джейхан, в 2007 — газопровод Баку — Тбилиси — Эрзурум. Будучи одним из крупных экспортёров нефти, Азербайджан также стал экспортировать природный газ. В 2010 году на долю нефти и газа приходилось 97 % экспорта и 39 % государственных доходов.
Тем не менее, чрезмерная зависимость от доходов с экспорта энергоресурсов вместе с сильной зависимостью от импорта основных товаров оказали негативное влияние на экономику страны после падения цен на нефть, начиная с 2014 года. Экономика Азербайджана испытала спад производства, упал уровень жизни, поднялся уровень безработицы, стали очевидны отсутствие долгосрочного экономического планирования и слабость банкового сектора. Это привело к протестным выступлениям населения, которые были силой подавлены властью.

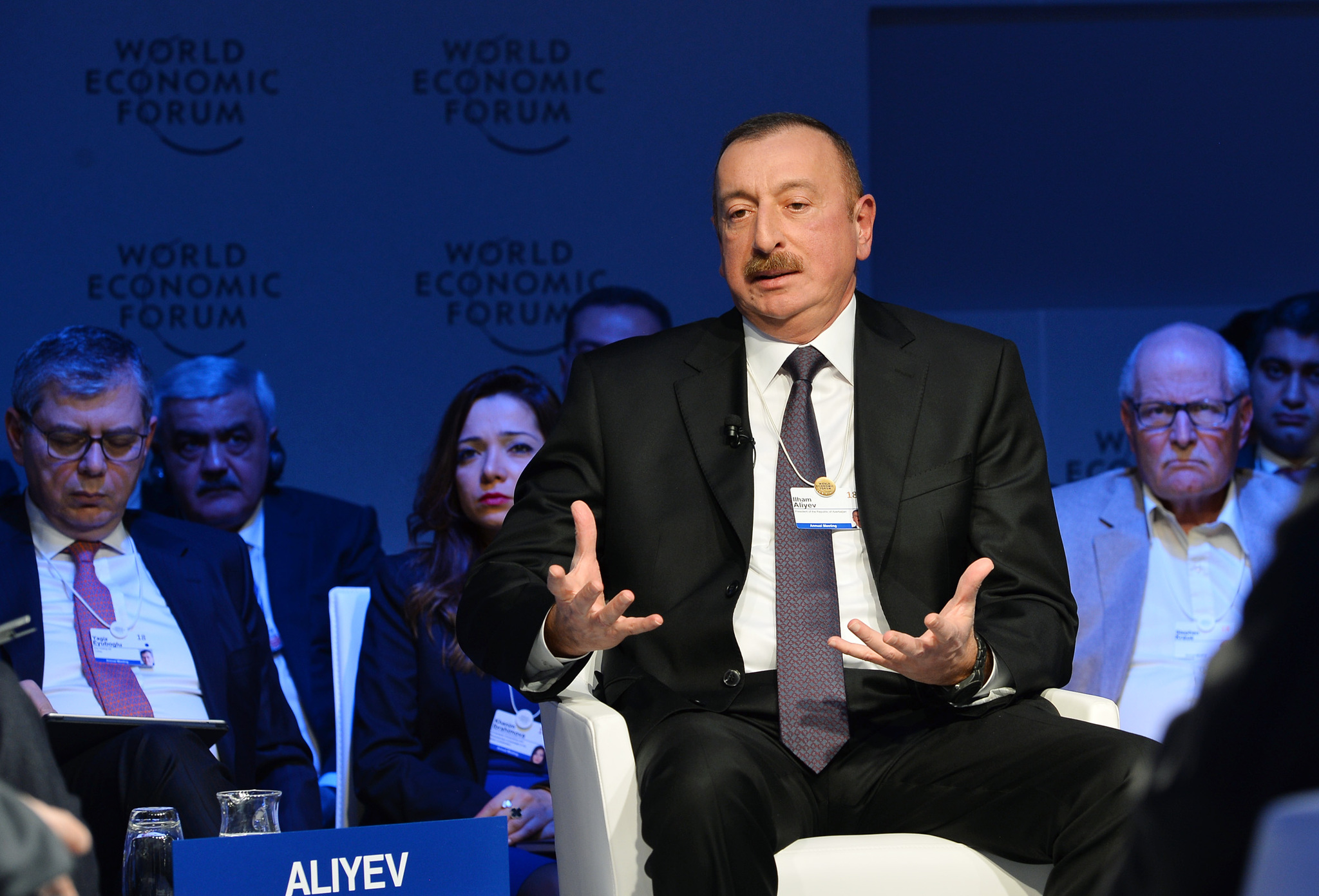
Алиев на экономическом форуме в Давосе

В 2014 году с участием Алиева состоялась церемония закладки «Южно-газового коридора», по которому природный газ Азербайджана будет поставляться в Европу через Грузию и Турцию. А в 2015 году началось строительство Трансанатолийского газопровода (договор был заключён в 2012 году между Алиевым и Реджепом Тайипом Эрдоганом), который доставит газ через Грузию и Турцию в Болгарию. Продолжением этого газопровода станет Трансадриатический трубопровод (через Грецию и Албанию в Италию), строительство которого началось в 2016 году.
В первом квартале 2015 года в сельском хозяйстве наблюдался рост ВВП на 3,4 %. В 2016 году среди населения был проведён опрос с целью узнать уровень доверия народа Азербайджана президенту Алиеву. Опрос был проведён среди 800 человек разного возраста. Согласно результатам опроса, рейтинг доверия президенту составил 97 %. 89 % опрошенных считают, что Алиев выражает интересы простого населения. Более 87 % оценили внешнюю политику президента «хорошей», 3,6 — «плохой», 2,1 — «очень плохой». 28 % опрошенных видят экономику Азербайджана «хорошей», 44 % — «на среднем уровне», 18 % — «на плохом уровне», а 10 % затруднились оценить ситуацию.
В конце 2017 года Алиев в своей речи заявил, что в этом году рост ненефтяного сектора составил 2,5 %, ненефтяного промышленного производства — более 3 %, сельского хозяйства — более 4 %, а ненефтяного экспорта — 24 %. В 2017 году ВВП Азербайджана составил $39,21 млрд, рост которого по отношению к 2016 году составил 4,4 %.
В рамках социально-экономических реформ в 2019 году дважды подписал документы о повышении минимального размера оплаты труда, в результате чего с 1 сентября 2019 года минимальная заработная плата в Азербайджане составила 250 манат (≈ 147 долларов США).

### Конфликт в Нагорном Карабахе
За годы президентства Алиева долгие годы фактически отсутствовали какие-либо сдвиги в сторону урегулирования конфликта вокруг Карабаха.

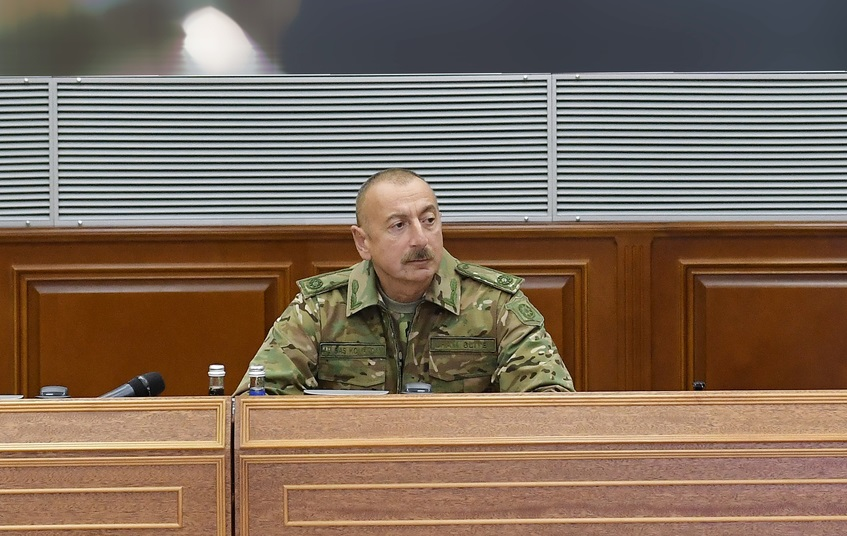
Алиев на оперативном совещании в Центральном командном пункте Минобороны.
7 октября 2020

В конце сентября 2020 года началась Вторая карабахская война. Многие считали, что это обострение, как и предыдущие, закончится максимум тем, что Азербайджан возьмёт под контроль несколько стратегически важных высот и несколько квадратных километров территории, как это было во время последнего серьёзного обострения конфликта в 2016 году, когда после четырёх дней боёв Азербайджан объявил, что его войска заняли несколько высот вокруг села Талыш и на физулинском направлении.
Однако в ходе боёв под контроль азербайджанских сил перешли территории Джебраильского, Физулинского, Зангеланского, Губадлинского, а также некоторые территории Ходжавендского, Ходжалинского Шушинского районов, в том числе и посёлок Гадрут и стратегически важный город Шуша. Также Азербайджан восстановил контроль над всей азербайджано-иранской границей. На северном участке азербайджанская армия также взяла под свой контроль ряд стратегических высот и населённых пунктов.
10 ноября 2020 года было опубликовано совместное заявление Алиева, премьер-министра Республики Армении Никола Пашиняна и Путина о полном прекращении огня и всех военных действий в зоне нагорно-карабахского конфликта. Соглашение о мире в Нагорном Карабахе, подписанное Арменией, Азербайджаном и Россией, предусматривает ввод российских миротворцев, возвращение Арменией Азербайджану Агдамского, Кельбаджарского и Лачинского районов (кроме Лачинского коридора шириной 5 км, который остался под контролем российских миротворцев) и сохранение Азербайджаном контроля над частью территории Нагорного Карабаха, в том числе города Шуша.
Алиев назвал это заявление «капитуляцией Армении», которое «положило конец многолетней оккупации». В Азербайджане соглашение встретили с ликованием и всю ночь праздновали победу в войне. Масштабные торжества разразились по всему Азербайджану, особенно в Баку, когда было объявлено о соглашении.
10 декабря 2020 года в Баку прошёл Парад Победы.
19-20 сентября 2023 года прошли боевые действия между вооружёнными силами Азербайджана и непризнанной Нагорно-Карабахской Республики, закончившиеся подписанием соглашения о прекращении огня, разоружением Армии обороны НКР, подписанием главой НКР указа о прекращении существования Нагорно-Карабахской Республики до 1 января 2024 года и переходом всей территории, контролировавшейся НКР, под контроль Азербайджана. 15 октября 2023 года Алиев поднял государственный флаг Азербайджана на центральной площади Ханкенди.

### Политика в сфере спорта

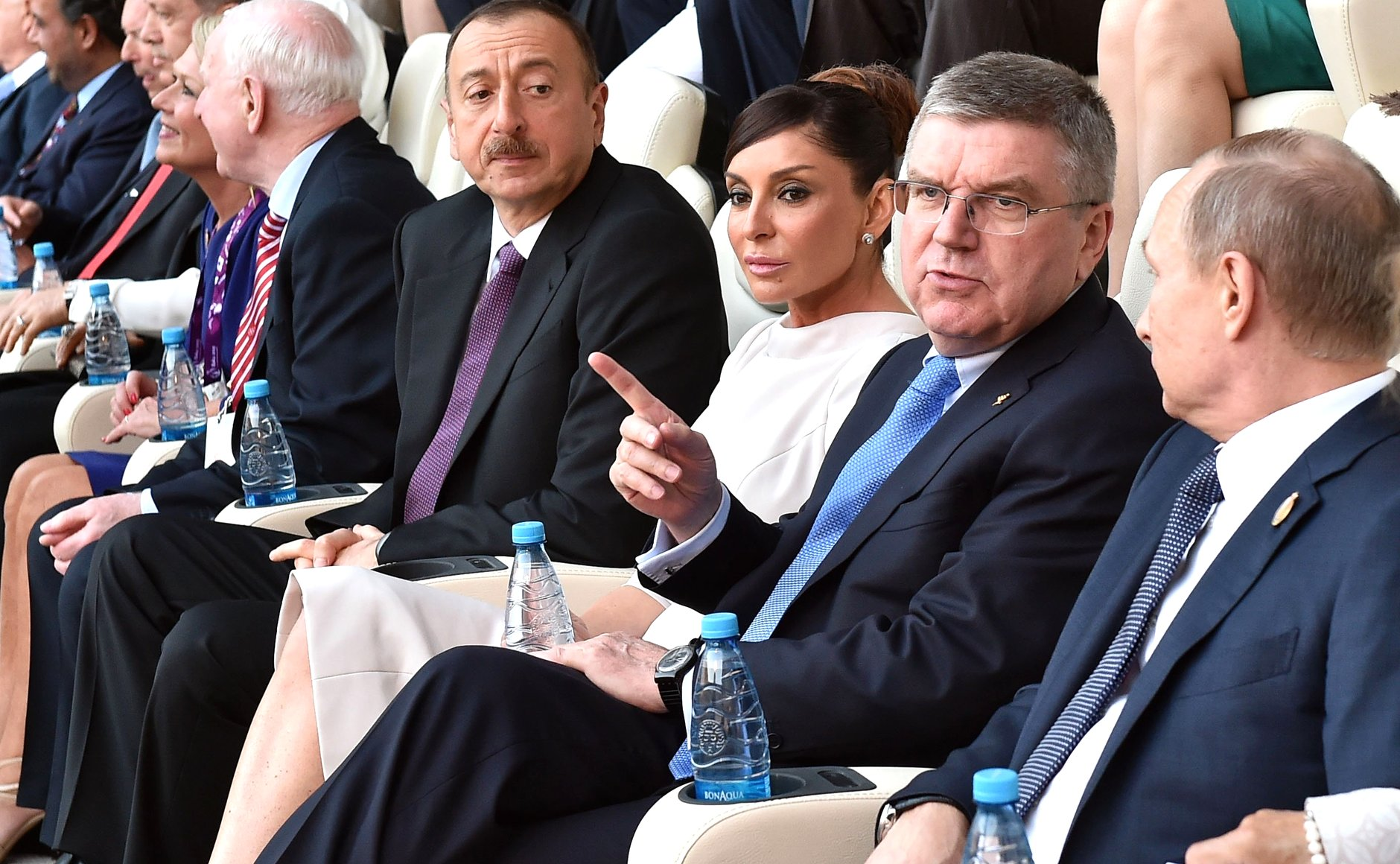
Слева направо: Алиев, первая леди Мехрибан Алиева, глава Международного олимпийского комитета Томас Бах, Путин. Баку, Открытие первых Европейских игр 12 июня 2015

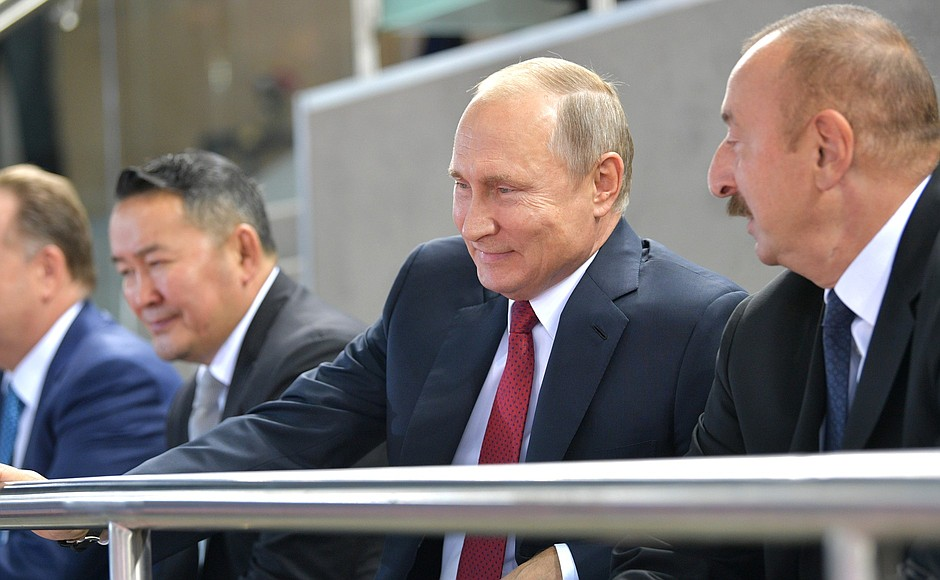
Посещение соревнований чемпионата мира 2018 года по дзюдо в Баку. Слева направо: президент Международной федерации дзюдо Визер, Мариус, президент Монголии Халтмаагийн Баттулга, президент России Владимир Путин, Алиев

7 июля 2011 года Алиев дал распоряжение o строительстве в городе Баку современного спортивно-концертного комплекса, отвечающего международным стандартам.
В 2016 году Алиев издал указ о повышении суммы специальной олимпийской стипендии президента Азербайджанской Республики для олимпийских чемпионов Азербайджана. Указ вступил в силу с 1 января 2017 года. В 2017 году Алиев подписал распоряжение по созданию Оргкомитета в связи с проведением в Баку чемпионата мира по велосипедному спорту «BMX Racing». Чемпионат прошёл 5—9 июня 2018 года.

#### Формула-1
Решение о проведении Формулы-1 2016 года в Баку было принято в 2013 году. 16 июня 2016 года Алиев встретился с президентом «Formula One Management» Берни Экклстоуном. С 17 по 19 июня 2016 года в Баку впервые прошёл восьмой этап чемпионата Формула-1 в сезоне 2016 года Гран-при Европы. Алиев принял участие в церемонии открытия, и 19 июня на церемонии награждения победителей он лично вручил кубок победителю.
В сезоне 2017 года восьмой этап чемпионата мира Формулы-1 Гран-при Азербайджана прошёл 25 июня. В этот же день Алиев встретился с председателем и исполнительным директором Формулы-1 Чейзом Кэри, директором Формула-1 Мотоспорт Россом Браун и директором Формулы-1 по коммерции и маркетингу Шоном Братчес. Алиев и члены его семьи активно следили за соревнованиями Гран-при 2017.
27—29 апреля 2018 года в Баку прошёл четвёртый этап чемпионата мира Формулы-1 Гран-при Азербайджана.

#### Европейские игры 2015
Решение о проведении первых Европейских Игр было принято 8 декабря 2012 года на 41-й Генеральной ассамблее Европейского Олимпийского комитета. Алиев 17 января 2013 года издал указ о создании Организационного комитета по проведению в 2015 году в Баку первых Европейских игр. 12—28 июня 2015 года в Баку прошли Европейские игры. Алиев активно принимал участие в числе зрителей Европейских игр.

#### Шахматы
С согласия Алиева Федерация шахмат Азербайджана подала заявку на проведение Олимпиады 2016 в Баку, и 8 сентября 2012 года Генеральная ассамблея ФИДЕ заявку утвердила. 14 февраля 2013 года Алиев распорядился создать Организационный Комитет для осуществления подготовок для Олимпиады. С 11 сентября по 5 октября 2015 года в Баку состоялся Кубок мира, с 1 по 14 сентября 2016 года в Бакинском кристальном зале прошла 42-я шахматная олимпиада. 1 сентября Алиев принял участие в церемонии открытия и сделал первый ход в одной из партий.

#### IV Исламские игры солидарности
В июле 2013 года на VIII Генеральной ассамблее Спортивной федерации исламской солидарности было принято решение, что IV игры пройдут в Баку. 18 сентября 2015 года Алиев подписал распоряжение о формировании Организационного комитета по проведению IV Игр исламской солидарности. В мае 2017 года в официальном журнале Организации исламского сотрудничества — OİC Journal Алиев опубликовал статью «Усиление исламской солидарности — веление времени». IV Игры исламской солидарности прошли в Баку 12—22 мая 2017 года. Пресса писала, что это были лучшие игры в истории Исламских игр.
Алиев также с целью поощрения спортсменов к победе на олимпиаде подписал Указ о награждении азербайджанских спортсменов и их тренеров, которые продемонстрируют хорошие результаты в ходе IV Игр исламской солидарности.

### Политика в сфере культуры
18—19 мая 2015 года по инициативе президента Алиева и при партнёрстве ЮНЕСКО, Альянса цивилизаций ООН, Совета Европы, Всемирной туристической организации ООН, Центра Север-Юг Совета Европы и ИСЕСКО в Баку был проведён третий Всемирный форум межкультурного диалога под девизом «Поделимся культурой во имя общей безопасности». 4-й Всемирный форум межкультурного диалога под девизом «Развитие межкультурного диалога: новые возможности для безопасности человека, мира и устойчивого развития» был проведён в Баку 4—6 мая 2017 года. 14 февраля 2014 года И. Алиев подписал распоряжение об утверждении «Концепции культуры Азербайджанской Республики».
Под его руководством в Азербайджане был проведён седьмой Глобальный форум Альянса цивилизаций ООН (UNAOC) на тему «Совместное проживание в инклюзивном обществе: вызовы и цели». 17 ноября 2017 года президент Алиев распорядился отметить 10-летнюю годовщину «Бакинского процесса».

### Политика в сфере туризма
В должности президента Алиев продолжил политику развития всех сфер, к ним можно отнести и туризм. 4 ноября 2003 года Азербайджан и Турция подписали соглашение «О взаимном применении виз». Далее с Болгарией в 2006 году, а с Норвегией в 2015 году было подписано соглашение об облегчении визового режима. В 2006 году Алиев подписал распоряжение о подтверждении безвизового режима с Республикой Беларусь. В 2007—2016 годах он также подписал ряд распоряжений, касающихся визовых режимов: об объявлении безвизового режима с Кубой, Аргентиной, Колумбией и рядом других государств для граждан с дипломатическими, официальными и служебными паспортами; о частичной ликвидации визовых требований с Бразилией; об объявлении безвизового режима с Таджикистаном; об объявлении безвизового режима с Мексикой, Францией, Польшей, Литвой для граждан с дипломатическими паспортами; об объявлении безвизового режима с Казахстаном для всех граждан. По соответствующему указу Алиева от 15 марта 2013 года в Азербайджане применяется новый порядок получения электронных туристических виз, что облегчило дело туристов. После подтверждения оформления электронной туристической визы, в течение 3 рабочих дней виза отправляется туристу в электронном формате. С 1 февраля 2016 года по распоряжению Алиева для граждан Саудовской Аравии, Японии, Китая, Южной Кореи и ряда других государств введён режим упрощённой выдачи визы в международных аэропортах Азербайджанской Республики.
Алиев с целью развития лечебно-оздоровительного туризма подписал ряд распоряжений о строительстве новых и улучшении уже существующих оздоровительных центров и санаториев. В 2008 году Алиев и Реджеп Тайип Эрдоган вместе со своими супругами побывали в Нахчыване, где приняли участие на открытии физиотерапевтического центра «Дуздаг» и ознакомились с лечебным центром. В 2014 году вместе с первой леди Мехрибан Алиевой побывал в Нафталане, откуда и берёт своё начало лечебно-медицинский туризм Азербайджана. В августе 2015 года Алиев побывал на открытии лечебно-оздоровительного комплекса «Qalaaltı Hotel & SPA» в Шабранском районе.
В последние годы также в Азербайджане стал развиваться горнолыжный туризм, в связи с чем по распоряжению Алиева в Гусаре и в Габале начали строительства туристических комплексов. В 2009 году Алиев принял участие на церемонии закладки фундамента зимне-летнего туристического комплекса в Шахдаге, а в 2011 году вместе с супругой и сыном участвовал в открытии канатной дороги и горнолыжного спуска номер 2 зимне-летнего туристического комплекса «Шахдаг». В 2014 году президент ознакомился и принял участие на открытии горнолыжного комплекса летне-зимнего отдыха «Туфан» в Габале, а в 2015 году вместе с супругой участвовали на открытии канатной дороги и горнолыжного спуска номер 1 зимне-летнего туристического комплекса «Шахдаг» в Гусаре и первыми испытали канатную дорогу.
В сентябре 2016 года Алиев с целью сформировать и обеспечить дальнейшее развитие туризма в стране подписал распоряжение «О дополнительных мерах по развитию туризма в Азербайджанской Республике», на основе которого был создан Совет по туризму. А также согласно данному распоряжению президент поручил Министерству культуры и туризма подготовить и предоставить ему положение о Совете по туризму, обеспечить ежегодное проведение в стране торговых фестивалей на международном уровне (shopping festival), создать Реестр туризма и информационного сайта и другие важные шаги для развития туризма.
Согласно указу президента о проведении в Баку торговых фестивалей весной 2017 года был проведён первый, а осенью второй Shopping festival, что способствовало укреплению в Азербайджане торгового туризма.
В результате реформ Алиева по развитию туризма количество туристов, прибывающих в Азербайджан, возросло почти втрое. Если в 2002 году в Азербайджан приехали 834 351 туристов, то в 2016 г. их число составило 2 242 783 человек.

### Политика гуманитарной помощи
В 2006 году по поручению Алиева МЧС Азербайджана отправило в Ливан и Палестину гуманитарную помощь. 80 тонн продуктов на 4 грузовых машинах, две из них были направлены через турецкий город Адана в Ливан, а две — в Палестину. Организация по чрезвычайным ситуациям Турции оказало большую помощь отправке грузов.
По указу Алиева в сентябре 2011 года при Министерстве иностранных дел республики было создано Агентство международного развития (AIDA — Azerbaijan International Development Agency), целью которого является оказание помощи развивающимся странам.
11 августа 2012 года в Тебризе произошло сильное землетрясение, которое также чувствовалось в Джелилабадском районе Азербайджана. 12 августа Алиев поручил правительству отправить гуманитарную помощь в соседнюю страну. Груз был отправлен из Нахчыванской Автономной Республики в трёх грузовых автомобилях с одеялами, палатками и питьевой водой. 13 августа по указу президента была отправлена вторая партия гуманитарной помощи — 25 грузовых автомобилей, которые включали 3000 одеял, 1000 спальных принадлежностей, 460 палаток, пищевые продукты — мука, рис, чай, сахар, масло, макароны, фруктовые соки, питьевая вода и продукты первой необходимости.
В апреле 2014 года по поручению президента, МЧС Азербайджана отправило гуманитарную помощь в Боснию и Герцеговину, которая пострадала от стихийного бедствия. Правительство страны выразило огромную благодарность Алиеву за оказанную помощь.
29 апреля 2015 года Алиев дал поручение Министерству по чрезвычайным ситуациям отправить гуманитарную помощь в Непал населению, пострадавшему от сильного землетрясения, которое произошло 25 апреля. Помощь, которая состояла из 1 тонны различных лекарственных препаратов и медицинских средств, палатки, одеяла и питьевой воды была отправлена самолётом МЧС «BE-200ÇS». Также предусматривалось эвакуация из зоны бедствия азербайджанцев на этом же самолёте.
В связи с землетрясением, произошедшим в Таджикистане, Алиев дал распоряжение правительству Азербайджана отправить гуманитарную помощь в эту страну. Помощь была отправлена на пароме из Международного морского торгового порта Баку и состояла из 9,5 тонн сахара, 9,5 тонн сахарного песка, 15 тонн риса, 3 тонны чая, свыше 16 тонн растительного масла, 19 тонн муки, 19 тонн макарон, более 18 тонн вермишели, 2000 комплектов постельного белья, 50 генераторов, 110 палаток, 6000 квадратных метров кровли и 30 кубометров древесины, которые заполнили в 11 грузовых машин.
Обеспокоенный положением в Джибути, Алиев 10 апреля 2017 года поручил Министерству по чрезвычайным ситуациям отправить гуманитарную помощь, которая состояла из продуктов питания — сахар, чай, масло, мука, мучные продукты, питьевая вода. 80 тонн продуктов и 20 тонн питьевой воды было отправлено самолётом «Азербайджанских авиалиний».
8 сентября 2017 года Алиев дал распоряжение, согласно которому правительство Азербайджана отправило 100 тонн гуманитарной помощи (предметы повседневного потребления и продукты питания) мусульманам рохинджа, страдающим от продолжающегося массового насилия в Мьянме. Помощь была передана авиакомпанией SilkWay в Бангладеш, где мусульмане нашли временное убежище.
В августе и сентябре 2018 года в Индонезии произошли землетрясения с тяжкими последствиями. По поручению Алиева индонезийской стороне были переданы средства в размере 50 тыс. долларов США.
В марте 2020 года по поручению президента правительство Азербайджанской Республики в рамках «Плана стратегической подготовки и ответа» ВОЗ оказал помощь ВОЗ в связи с коронавирусом в размере 5 млн долларов США, а также Исламской Республике Иран на гуманитарных основах в размере 5 миллионов долларов США в целях борьбы с инфекцией. В мае Азербайджан ответила на запрос министра безопасности Боснии и Герцеговины Фахрудина Радончича и перевела 538 910 евро на субсчёт Министерства безопасности Боснии и Герцеговины, который был открыт для пожертвований в борьбе с пандемией COVID-19.
В результате телефонного разговора президента Украины Владимира Зеленского и Алиева, который состоялся 26 марта 2020 года, была достигнута договорённость о предоставлении гуманитарной помощи для борьбы с коронавирусом. В мае 2020 года Азербайджан предоставил Украине 23 тонны гуманитарной помощи, в том числе медицинские маски, защитные костюмы, термометры, дезинфекторы и другое оборудование.
4 августа 2020 года в Бейруте произошёл взрыв, который стал причиной многочисленных жертв и разрушений. По поручению президента премьер-министр Али Асадов подписал постановление оказать гуманитарную помощь Ливанской Республике для ликвидации последствий происшествия в сумме 1 млн долларов США.

### Политика в сфере здравоохранения
27 декабря 2007 года распоряжением Алиева было создано Государственное агентство по обязательному медицинскому страхованию (ОМС) при Кабинете министров Азербайджана.
29 декабря 2012 года Алиев подписал Указ об утверждении Концепции развития «Азербайджан 2020: взгляд в будущее», в котором предусматривается создание условий для усовершенствования механизмов контроля за качеством медицинской помощи, борьба государства с социальными заболеваниями (диабет, гемофилия, талассемия, онкологические заболевания, иммунопрофилактика, гемодиализ, туберкулёз, СПИД и пр.), профилактические меры по оздоровлению населения, борьба с наркоманией, алкоголизмом и курением будут осуществляться посредством различных государственных программ.
29 ноября 2017 года Алиев подписал указ о дополнительных мерах в сфере обеспечения применения обязательного медицинского страхования на административных территориях городов Мингячевир и Евлахского района. В рамках этого пилотного проекта предусмотрено предоставление населению 1829 наименований медицинских услуг, из которых состоит базовый пакет медицинских услуг.

### Молодёжная политика
30 августа 2005 года президент Алиев утвердил Государственную программу «Азербайджанская молодёжь», охватывающая 2005—2009 годы. В программу входили меры по поддержке молодой семьи, созданию условий для активного участия молодых граждан в общественно-политической жизни страны, поддержке неправительственных молодёжных организаций и развитию предпринимательства. Также в программу входили пропаганда здорового образа жизни, защита прав молодёжи, правовое просвещение и профилактика правонарушений, социальная реабилитация молодых беженцев и вынужденных переселенцев, работа с молодыми инвалидами, студентами и студенческими организациями, а также международное сотрудничество.
16 апреля 2007 года Алиев дал распоряжение об утверждении «Государственной программы по обучению азербайджанской молодёжи в зарубежных странах на 2007—2015 годы», в рамках которого предусматривалась отправка около 5000 представителей азербайджанской молодёжи в зарубежные страны для получения образования.
7 июля 2011 года Алиев дал распоряжение об утверждении Государственной программы «Азербайджанская молодёжь в 2011—2015 годах». В рамках данной программы для поощрения достижений азербайджанской молодёжи в научной и культурной сферах 2 июля 2013 года Алиев издал указ oб учреждении Президентской премии для молодёжи. 19 декабря 2011 года по указу Алиева был создан Фонд Молодёжи.
В 2013 году Алиев подписал указ о «Государственной Стратегии по развитию образования в Азербайджанской Республике». В 2013—2014 годах Алиев участвовал на открытиях нескольких Центров Молодёжи в регионах Азербайджана (Гёйчай, Саатлы, Гобустан, Лянкорань, Нахчыван и т.д). В 2014 году в Баку прошёл 1-й Глобальный форум молодёжи, на открытии которого присутствовал Алиев.
15 сентября 2017 года Алиев дал распоряжение об утверждении «Государственной программы „Азербайджанская молодёжь в 2017—2021 годах“».

### Политика в сфере науки
Распоряжением Алиева от 5 мая 2004 года Национальной Академии Наук Азербайджана было поручено издавать Азербайджанскую национальную энциклопедию на азербайджанском языке на латинской графике. Президент Алиев является председателем редакционной коллегии Азербайджанской национальной энциклопедии.
Указом Алиева от 21 августа 2004 года 15 сентября был учреждён как «День знаний». Был отрегулирован режим работы образовательных заведений, а также утверждены программы по обеспечению общеобразовательных школ информационными и коммуникационными технологиями.
Указом президента от 24 ноября 2003 года «O мерах по ускорению социально-экономического развития» в Национальной Академии Наук Азербайджана была создана государственная программа «По использованию в Азербайджанской Республике альтернативных и восстанавливаемых источников энергии».

### Политика мультикультурализма
По инициативе президента Азербайджана Алиева в 2008 году был запущен Бакинский процесс, способствующий эффективному межкультурному и межцивилизационному диалогу.
26 апреля 2010 года по инициативе Управления мусульман Кавказа и Русской православной церкви под председательством Алиева в Баку состоялся саммит религиозных лидеров мира, который продолжил свою работу 2 дня.

В начале 2010 года Алиев дал распоряжение построить новое здание для еврейской школы, и уже в октябре этого же года прошло открытие, в котором президент принял участие.
«Евреи жили в Азербайджане на протяжении многих столетий, жили в мире и согласии с другими народами. Мы обращаемся с призывом ко всем народам: относиться к этническим меньшинствам с тем же уважением, что и Азербайджан», — отметил в своём выступлении президент Азербайджана. 
23 сентября 2010 года на 65-й сессии Генеральной Ассамблеи ООН президент Азербайджанской Республики заявил о проведении Форума всемирного межкультурного диалога в рамках Бакинского процесса. Под патронажем Алиева и при партнёрстве международных организаций, начиная с 2011 года, каждые два года (прошедшие: 2011, 2013, 2015, 2017) проводятся Всемирный форум межкультурного диалога.
28 февраля 2014 года Алиев дал распоряжение учредить институт Государственного советника Азербайджанской Республики по межнациональным, межрелигиозным вопросам и вопросам мультикультурализма, а 15 мая 2014 года Указом Алиева был создан Бакинский международный центр мультикультурализма, который на тот момент был единственным в мире.
17 ноября 2014 года Алиев открыл в Баку конференцию «Укрепление религиозной толерантности (Азербайджанская модель, вызовы в регионе ОБСЕ и за её пределами)». Днём ранее отмечался всемирный день толерантности, и в связи с этим президент Азербайджана поздравил всех участников конференции.
Указом Республики Алиева 2016-й год был объявлен в Азербайджане «Годом мультикультурализма». 25 апреля 2016 года Алиев встретился с государственными деятелями, прибывшими в Баку для участия на Глобальном форуме Альянса цивилизаций.

С наступлением 2017 года, в связи с проведением в мае этого года Исламиады в Баку, Алиев объявил 2017 год годом Исламской солидарности в Азербайджане. В конце года здесь состоялась конференция на тему «2017 — год исламской солидарности: межрелигиозный и межкультурный диалог», в котором также принял участие Алиев. В ходе своего выступления, он отметил, что в стране господствует религиозная толерантность:
«В Азербайджане представители всех религий обладают одинаковыми, равными правами. Представители всех народов, всех религий живут в Азербайджане как одна семья, нет, не было и не может быть никакой дискриминации. Это наше большое достояние… Азербайджан — одна из тех стран, где нет никаких проблем на религиозной, национальной почве, отсутствует любое, даже небольшое недопонимание. Наоборот, живущие в Азербайджане представители всех национальностей, всех религий являются нашими ценными гражданами, вносят вклад в общее развитие нашей страны. Поэтому активность в деле межрелигиозного диалога именно Азербайджана естественна».
Алиев был включён в список 500 влиятельных мусульман мира (The Muslim 500—2018). В этот список из Азербайджана также были включены Шейх уль-Ислам Аллахшюкюр Пашазаде и Алим Гасымов.
В этом же году с целью поддержки действующих в Азербайжджане религиозных конфессий, а также защиты и развития духовных ценностей Алиев подписал специальный указ о формировании «Фонда пропаганды духовных ценностей». В обязанности Фонда также было включена финансовая помощь малоимущим семьям при погребении родных, помощь семьям шехидов Кровавого января и Первой карабахской войны, инвалидам войны и т. д.

### Судебная политика
19 января 2006 года Алиевым был подписан указ о модернизации судебной системы, в рамках которого в регионах были созданы новые суды, а также новые апелляционные суды в 6 регионах. Региональные апелляционные суды состоят из 4 коллегий: гражданской, уголовной, военной и административно-экономической. Также в этой сфере в результате сотрудничества с Советом Европы были приняты поправки к закону «О судах и судьях» и закону «О судебно-правовом совете». 3 апреля 2019 года был подписан закон «Об углублении реформ в судебно-правовой системе», после чего также были внесены соответствующие изменения в Уголовный кодекс Азербайджана и закон «О Конституционном кодексе Азербайджана».

## Внешняя политика

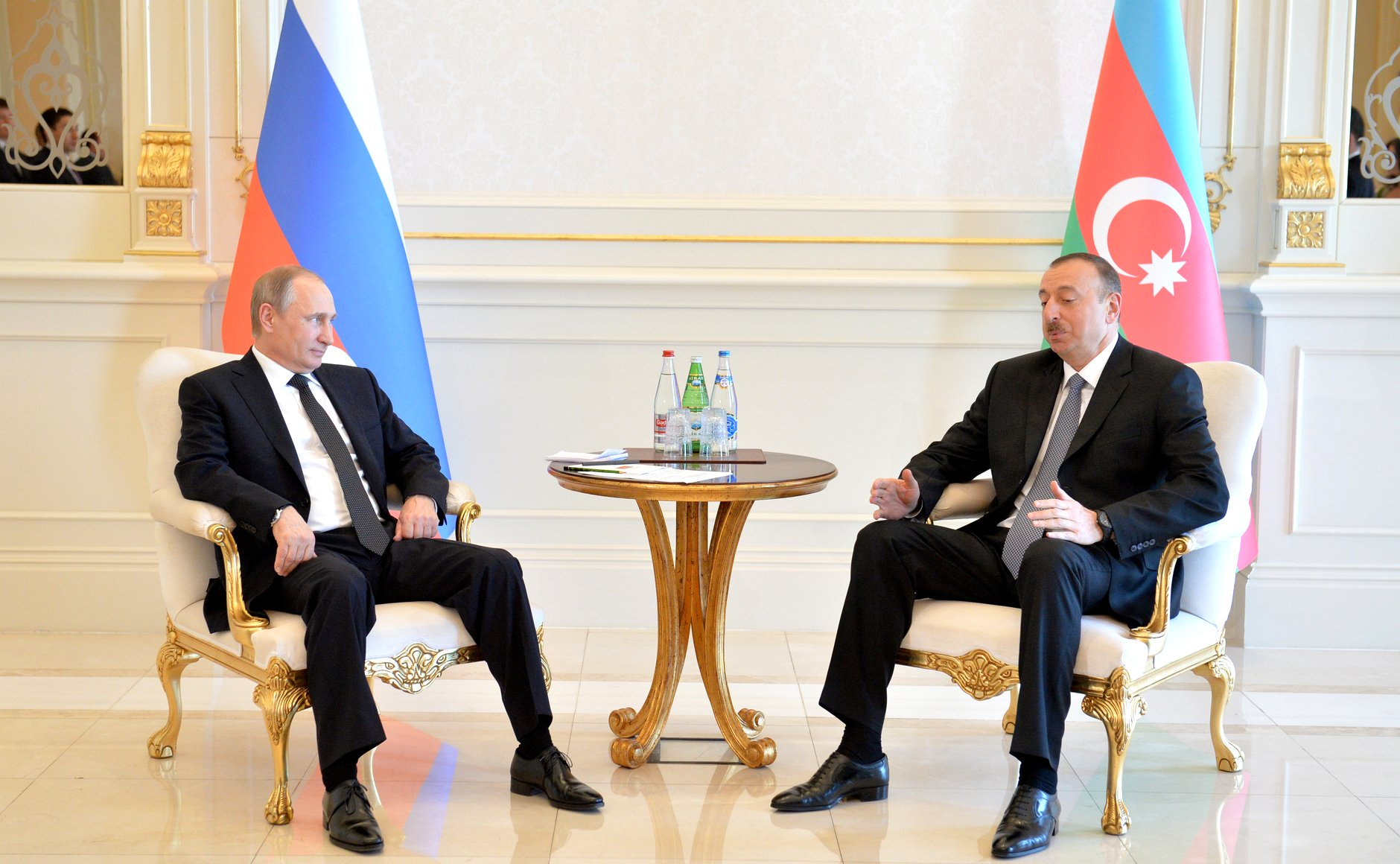
Встреча Алиева с Путиным. Баку, 13 июня 2015

Находясь в точке пересечения интересов различных держав, Азербайджан при Алиеве проводил гибкую внешнюю политику. С приходом к власти, сразу в ноябре 2003 года Алиев подписал с Турцией соглашение о взаимном визовом применении. В 2004 году подписал закон об учреждении Посольства Азербайджана в Индонезии, в 2005 — в Марокко, в 2006 — в Малайзии и в Иорданском Королевстве, в 2007 — в Кыргызстане и Таджикистане, в Литовской Республике, в 2009 году — в Королевстве Таиланде, 2010 — в Аргентине и в Эстонии.
В 2004 году, во время первого срока президентства Алиева Азербайджан был включён в «Европейскую Политику соседства», а в 2009 году (второй срок президентства) подключился к «Восточному Партнёрству».
С Ираном в 2005 году был подписан договор о ненападении, запрещающий, в частности, обеим странам права размещать на своей территории военные базы стран, враждебных противоположной стороне. В сентябре 2010 года главы Азербайджана и России подписали Договор о государственной границе между двумя странами, оформив 390-километровую линию российско-азербайджанской границы на выгодных для Баку условиях.
В январе 2011 года Азербайджан получил статус наблюдателя в Африканском союзе, а в мае того же года стал членом Движения неприсоединения. Спустя полгода Азербайджан впервые был избран непостоянным членом Совета безопасности ООН.
1 сентября 2018 года в Баку и 26 сентября того же года в Сочи состоялись встречи Алиева с российским коллегой Путиным, на которых обсуждалось дальнейшее сотрудничество двух государств в разных сферах, а также совместные проекты, такие как международный транспортный коридор Север — Юг, «Иран — Азербайджан — Россия». В рамках обсуждений военно-технического сотрудничества было отмечено, что сумма реализованных между Россией и Азербайджаном военных закупок превысила 5 млрд долларов.

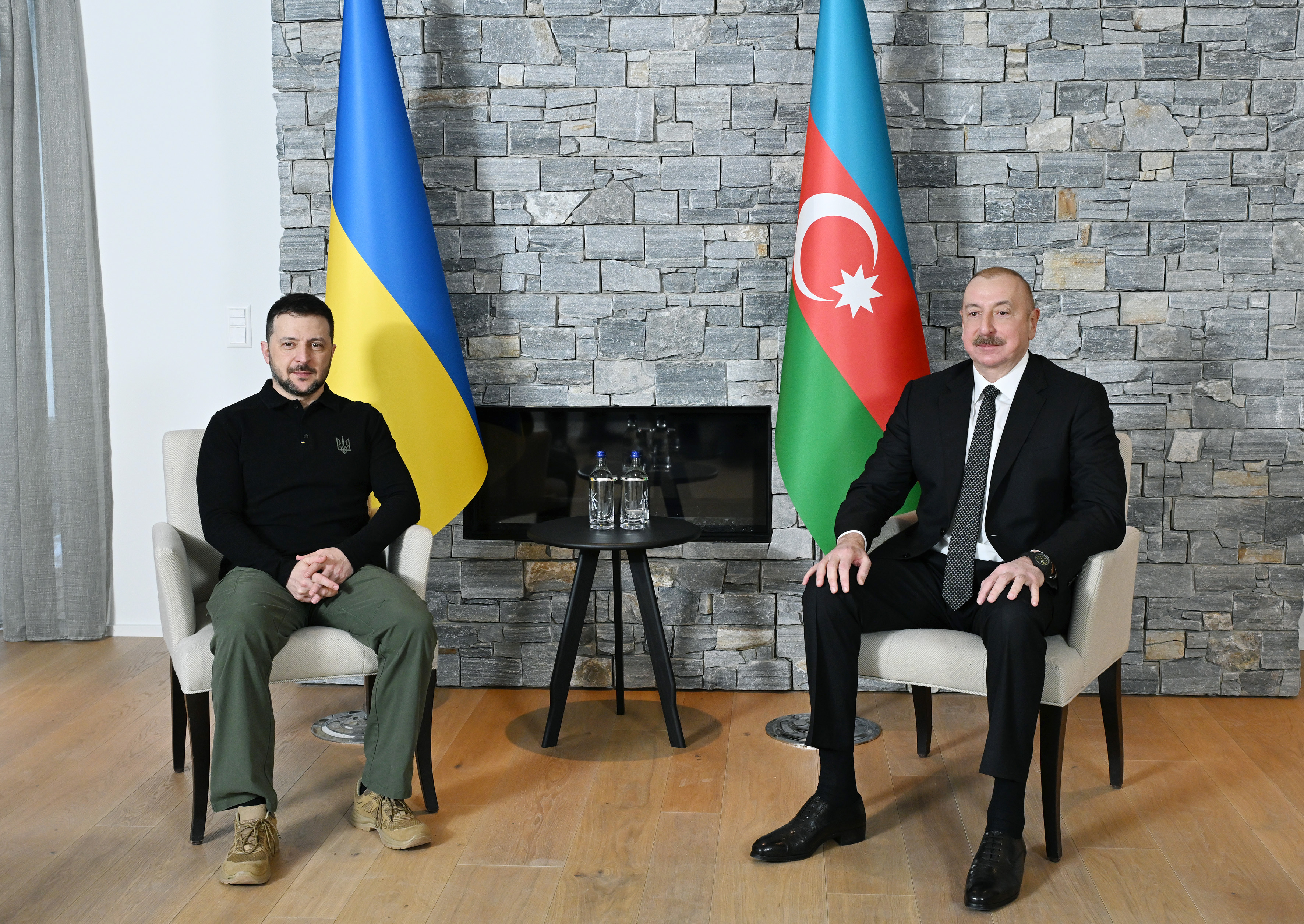
Алиев и Владимир Зеленский, 22 января 2025

25 октября 2019 года принял председательство в Движении неприсоединения.

### Позиция по Кипрскому конфликту
Несмотря на территориальный конфликт вокруг Нагорного Карабаха, где в 1991 году было объявлено об отделении Нагорно-Карабахской Республики от Азербайджана, страна при Алиеве поддерживала связи с Турецкой Республикой Северного Кипра (ТРСК), которая объявила независимость от Республики Кипр в 1983 году.
Алиев говорил, что Азербайджан может признать ТРСК в том случае, если турецкая сторона ответит «да», а греческая сторона — «нет» на референдуме по плану Аннана в 2004 году. Отметив, что Азербайджан официально не признаёт ТРСК, Алиев добавил, что делегации от ТРСК присутствуют на переговорах в Баку, а также то, что официальные лица Азербайджана присутствуют на праздниках в ТРСК. На референдуме, состоявшемся 24 апреля 2004 года, 65 % турок Кипра сказали «да», а 76 % греков сказали «нет», то есть не будет принято решение о воссоединении острова. Несмотря на то, что референдум прошёл так, как говорил Алиев, Азербайджан не стал признавать ТРСК.
В 2005 году делегация азербайджанских предпринимателей из ста человек совершила прямой рейс из Баку в ТРСК, что стало первым прямым рейсом между странами. Президент Кипра (греческого) Тасос Пападопулос направил Алиеву письмо с протестом против прямых рейсов, заявив, что «предпримет некоторые шаги, когда придёт время». В последующие годы Алиев не раз встречался с президентом Северного Кипра.

### Отношения с ООН
В сентябре 2004 года на 59-й сессии Генеральной ассамблеи ООН Алиев в своём выступлении заявил, что принятые Советом Безопасности ООН 4 резолюции, касающиеся армяно-азербайджанского нагорно-карабахского конфликта, всё ещё не были осуществлены, и выдвинул в качестве важнейшей задачи создание действенного механизма для их осуществления.
1 января 2012 года республика получила полномочия непостоянного члена СБ, а в мае 2012 года уже председательствовала в Совете Безопасности ООН. Алиев, выступая 4 мая 2012 года в СБ ООН, призвал к усилению международной борьбы с терроризмом, после чего была принята соответствующая декларация.
На период с 2003 по 2005, а также с 2017 по 2019 года Азербайджан был избран членом ЭКОСОС и членом Совета ООН по правам человека с 2006 по 2009 годы. Алиев утвердил план действий по программе работы Азербайджана с ЮНИСЕФ на период с 2006 по 2009 годы.

## Личная жизнь

### Семья

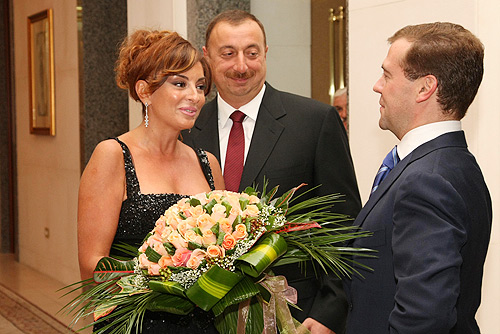
Чета Алиевых с Дмитрием Медведевым в Фонде Гейдара Алиева. Баку, 3 июля 2008

- Дед — Алирза Кербалаи Джафар оглы Алиев.
- Бабушка — Иззет Джафаргулу кызы Алиева.
  - Дядя — Гасан Алиев (15 (28).12.1907 — 2.02.1993), видный советский и азербайджанский учёный, академик АН Азербайджанской ССР.
    - Двоюродный брат — Расим Алиев (6.07.1934 — 14.11.2021[176]), азербайджанский архитектор, главный архитектор города Баку (1965—1988), Заслуженный архитектор Азербайджанской ССР (1979), лауреат Государственной премии Азербайджана и премии имени Гусейна Джавида, действительный член Международной академии архитектуры стран Востока (1992), вице-президент Союза архитекторов Азербайджана.

  - Дядя — Гусейн Алиев (22.04.1911 — 25.05.1991), советский и азербайджанский художник-живописец, народный художник Азербайджана.
  - Дядя — Агиль Алиев (10.12.1926 — 7.03.2006), советский и азербайджанский учёный-экономист, член-корреспондент НАН Азербайджана.
  - Дядя — Джалал Алиев (30.06.1928 — 31.01.2016), советский азербайджанский учёный-селекционер и государственный деятель, академик и член Президиума НАН Азербайджана, депутат Милли меджлиса Азербайджанской Республики.
  - Тётя — Рафига Алиева (20.09.1932 — 6.05.2017), советский, азербайджанский учёный, доктор химических наук (1999), профессор, действительный член НАН Азербайджана (2014), лауреат премии «Слава», заслуженный деятель науки.
  - Дядя — Рафиг Расул оглы Халафов (5.07.1939 — 11.10.1998), министр автомобильных дорог и строительства Азербайджанской ССР (1979—1989), заслуженный инженер, государственный деятель.
    - Двоюродный брат — Рауф Халафов, генеральный мэр Службы государственной безопасности.
    - Двоюродная сестра — Севиндж Гаджиева (род. 1966), доцент химического факультета БГУ (1995—2004), профессор Бакинского государственного университета, доктор химических наук, заведующий кафедрой экологической химии (с 2004 года).
      - Двоюродный племянник — Мохаммед Халафов (род. 1993).

    - Двоюродная сестра — Фахрия Халафова (род. 31.12.1969), азербайджанский художник-производитель, парфюмер, заслуженный деятель искусств (2006), основатель Дома моды Азербайджанского государственного университета культуры и искусств (АГУКИ).

  - Тётя — Сура Алиева, журналист.
  - Тётя — Шафига Алиева, педагог.
  - Отец — Гейдар Алиев (10.05.1923 — 12.12.2003), советский и азербайджанский государственный, партийный и политический деятель, третий президент Азербайджана, дважды Герой Социалистического Труда (1979, 1983).
  - Мать — Зарифа Алиева (28.04.1923 — 15.04.1985), советский врач-офтальмолог, академик Академии наук Азербайджанской ССР, профессор.
    - Старшая сестра — Севиль Алиева (род. 12.10.1955).
      - Племянник — Азер Алиев (род. 1986), бывший тяжелоатлет, представляющий Азербайджан, вице-президент Федерации тяжёлой атлетики Азербайджана (с 2016 года).

    - Жена (с 1983 года) — Мехрибан Алиева (род. 26.08.1964), азербайджанский государственный, политический и общественный деятель, первый вице-президент Азербайджана (с 2017 года), президент Федерации гимнастики Азербайджана, руководитель рабочей группы по азербайджано-французским межпарламентским связям, президент Фонда Гейдара Алиева и Фонда друзей культуры Азербайджана, посол доброй воли ЮНЕСКО (2004) и ИСЕСКО (2006), ООН, ОИК.
      - Дочь — Лейла Алиева (род. 3.07.1984), азербайджанский общественный деятель, главный редактор журнала «Баку», вице-президент Фонда Гейдара Алиева и глава представительства Фонда в России, генеральный координатор Молодёжного форума ОИК по межкультурному диалогу, председатель Азербайджанской молодёжной организации России — АМОР, Учредитель IDEA — Инициативы международного диалога по охране окружающей среды, президент Федерации йоги Азербайджана.
        - Внук — Али Агаларов (род. 1.12.2008).
        - Внук — Микаил Агаларов (род. 1.12.2008).
        - Внучка — Амина Агаларова (род. 9.04.2014).

      - Дочь — Арзу Алиева-Курбанова (род. 23.01.1989), азербайджанский кинопродюсер, режиссёр, общественный деятель.
        - Внук — Айдын Курбанов (род. 2012).
        - Внучка — Азиза Курбанова (род. 2016).

      - Сын — Гейдар Алиев (род. 3.08.1997).

### Религия
Алиев — мусульманин — трижды совершал хадж — ритуальное паломничество в Мекку, сначала вместе с отцом, Гейдаром Алиевым, а потом уже находясь на посту президента. Так, в 2005 году Алиев в рамках визита в Саудовскую Аравию посетил мечеть Аль-Харам, совершил намаз, а затем посетил холмы Сафа и Марва, после чего исполнил обряд таваф (обход вокруг Каабы), осмотрел мечеть Аль-Харам, после чего обряд умра (малый хадж) был завершён. В 2015 году Алиев, его супруга Мехрибан Алиева и члены их семьи совершили малый хадж в Мекке.

## Критика
Алиев критикуется за авторитаризм, фальсификацию выборов, масштабные подавления свобод, коррупцию, нарушение прав человека, в том числе политически мотивированные аресты и преследование оппонентов власти.
«Amnesty International» в специальном докладе 2012 года отмечает, что свобода слова в Азербайджане серьёзно ограничена и лица, которые позволяют себе критиковать президента Алиева, его ближайшее окружение или правительство, подвергают себя серьёзному риску. В докладе по 2014 году «Международная амнистия» констатировала, что к проведению Европейских игр 2015 года в Баку гражданское общество в Азербайджане оказалось полностью парализовано.
В 2001 году Азербайджан в Индексе восприятия коррупции, составленному организацией Transparency International, занимал 87 место из 90 стран, в 2015 году — 119 место из 168 стран. Согласно другому отчёту организации Transparency International под названием Барометр глобальной коррупции за 2016 год, в Азербайджане около 40 % домашних хозяйств вынуждены платить взятки для доступа к коммунальным службам. В отчёте говорится, что несмотря на очень высокий уровень коррупции в Азербайджане, только около трети населения считает это важной проблемой, с которой государство должно бороться. Правительство Азербайджана заявляет, что в Индексе восприятия коррупции не отражены все меры, предпринимаемые государством в сфере борьбы с коррупцией. Так в правительстве считают, что данный Индекс основывается на оценках экспертов, которые нередко могут быть предвзятыми. В то же время Барометр глобальной коррупции основывается на опросе простых граждан, что внушает большее доверие.
В ответ на международную критику Алиев заявил, что в некоторых случаях критика основана на предвзятом подходе, что Алиев называет «просто попыткой нанести ущерб авторитету Азербайджана».

## Обвинения в коррупции
Алиева обвиняют в коррумпированности, подавлении свободы выражения.
В 2012 году «Центр по исследованию коррупции и организованной преступности» (OCCRP) назвал Алиева коррупционером года. По мнению OCCRP «имеется немало „хорошо документированных доказательств“ того, что на протяжении многих лет „семья Алиевых систематически захватывала доли в наиболее прибыльных бизнесах“. В их числе названы банки, строительные и телекоммуникационные компании, золотодобывающие и иные месторождения».
После публикации OCCRP и Радио «Свободная Европа»/Радио «Свобода» стали получать множество писем из Азербайджана, в которых выражалась поддержка Алиева со стороны простых граждан. OCCRP расценил это как «скоординированную попытку завалить нас значительным количеством электронных сообщений, большинство из них очень похожи и, по всей видимости, следуют одному или двум различным шаблонам». Азербайджанскими активистами был опубликован типовой текст министерства образования Азербайджана, в котором содержатся образцы жалоб на азербайджанском, английском и русском языках, а также адреса электронной почты, на которые эти жалобы должны быть отправлены.
Как сообщают журналисты азербайджанской редакции Радио «Свобода», ссылаясь на «The Washington Post», в 2011 году малолетний сын Мехрибан — Гейдар — стал владельцем 9 роскошных особняков в Дубае. Особняки были куплены примерно за 44 млн долларов. Дочери Лейла и Арзу также имеют недвижимость в Дубае, зарегистрированную на их имя. Совокупная стоимость недвижимости, принадлежащей детям Алиевых, оценивается в 75 млн долларов.
Согласно результатам расследования, проведённого журналистами азербайджанской редакции РС/РСЕ, Лейла и Арзу, по-видимому, контролируют азербайджанскую компанию сотовой связи «Azerfon».
Арзу является совладелицей Silk Way Bank — «карманного» банка холдинговой компании SW Holding, в собственность которой в ходе приватизации перешли многочисленные сервисные службы государственной авиакомпании AZAL.
Ещё в одной публикации утверждается, что семья Алиевых контролирует строительную компанию «Azenco», которая получает многомиллионные контракты, финансируемые из государственного бюджета, — в частности, на строительство концертного зала «Crystal Hall», где в 2012 году проводился конкурс Евровидения, строительство площади государственного флага и др.
В результате проведённого журналистского расследования было выявлено, что Алиев и его семья вместе с другими людьми из его ближайшего окружения тайно владеют очень большим числом компаний.
Расследование Международного консорциума журналистов-расследователей (ICIJ) показало, что семья Алиевых (Ильхам и Мехрибан Алиевы, и их дочери: Лейла и Арзу) владеет как минимум четырьмя офшорными компаниями, непосредственно связанными с Хасаном Гозалом — владельцем строительной компании с заказами в Азербайджане на 4,5 миллиарда долларов. ICIJ отмечает, что офшорные компании Алиевых никогда не декларировались членами семьи, Ильхам и Мехрибан Алиевы не имели законного права открывать офшорные компании, и при открытии этих компаний были предприняты меры для сокрытия настоящих владельцев. При регистрации компаний дочери Алиевых указали в собственности недвижимость стоимостью около 6 миллионов долларов. Центральная избирательная комиссия Азербайджанской Республики не ответила на вопросы о наличии в декларациях Ильхама и Мехрибан Алиевых информации об офшорных компаниях. Пресс-секретарь президента Азербайджана Азер Гасымов заявил ВВС-Azerbaijan, что не видит ничего необычного в том, что имена членов президентской семьи упоминаются в бизнес-деятельности: «Каждый из них, как и любой гражданин Азербайджана, вправе заниматься бизнесом. И возраст, и другие критерии позволяют делать это в соответствии с законом».
В 2012 году телекомпания CNBS сняла фильм «Filthy Rich» («Богатые до неприличия») о коррупции в правящих нефтяными странами семьях, в число которых телекомпания включила семью Алиевых.
Как отмечает OCCRP, расследование азербайджанской журналистки Хаджижы Исмаиловой (c 5 декабря 2014 года находилась под арестом по подозрению в доведении до самоубийства, OCCRP расценивала обвинения как сфабрикованные) показало, что семья Алиевых через цепочку компаний управляет активами на сумму 3 миллиарда долларов США в крупнейших азербайджанских банках, и что это только часть их финансовой империи.
Расследование шведского телевидения показало, что подконтрольные Алиеву офшорные компании получили от шведской телекоммуникационной компании TeliaSonera фактическую взятку в виде акций сотового оператора Azercell в размере 600—700 млн долларов (оценка 2005 года), которую приобрели всего за 6,5 млн долларов.
В резолюции от 10 сентября 2015 года Европейский парламент призывал власти ЕС провести тщательное расследование обвинений в коррупции против Алиева и членов его семьи, выявленные азербайджанским журналистом Хадиджой Исмайловой.
В апреле 2017 года в мальтийской прессе были опубликованы документы, согласно которым высшие политики Мальты и жена премьер-министра Джозефа Муската получали миллионы долларов от банка, контролируемого дочерью Алиева, Лейлой. Согласно журналистскому расследованию, Джозеф Мускат совершил в 2015 году поездку в Баку, по результатам которой призвал Европу дать объективную оценку положительным процессам в Азербайджане.
Расследование глобальной сети офшоров «Pandora Papers» показало, что с 2006 по 2017 год семья Алиева тайно приобрела в Лондоне 27 объектов элитной недвижимости на сумму 389 миллионов фунтов стерлингов, в их числе покупка здания на сумму 33,5 миллиона фунтов стерлингов на компанию, бенефициаром которой являлся 11-летний сын Алиева, Гейдар Алиев.

## Награды и звания

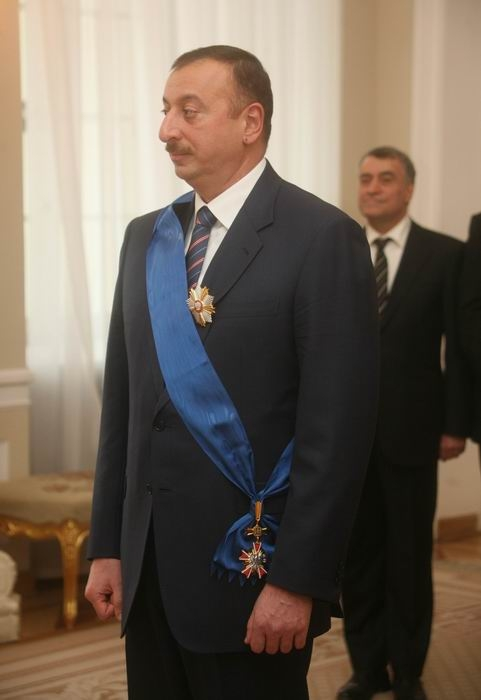
Алиев с инсигниями ордена Заслуг во время визита в Польшу

#### Награды Азербайджана
- Орден «Гейдар Алиев» (28 апреля 2005 года)[203]

#### Зарубежные
- Орден Свободы (18 ноября 2013 года, Украина) — за выдающиеся личные заслуги в укреплении украинско-азербайджанских межгосударственных отношений[204]
- Орден князя Ярослава Мудрого I степени (19 мая 2008 года, Украина) — за выдающийся личный вклад в укрепление украинско-азербайджанских отношений[205][206]
- Отличие «Именное огнестрельное оружие» (28 октября 2010 года, Украина)[207]
- Орден Дружбы народов (24 декабря 2011 года, Беларусь) — за значительный личный вклад в установление и развитие дружеских отношений и стратегического сотрудничества между Республикой Беларусь и Азербайджанской Республикой[208][209]
- Орден Золотого орла (23 августа 2022 года, Казахстан) — за особый вклад в укрепление и развитие двусторонних политических, экономических и культурных отношений между Республикой Казахстан и Азербайджанской Республикой[210][211]
- Орден Исмоили Сомони I степени (12 июля 2012 года, Таджикистан)[212]
- Орден Победы имени Святого Георгия (2013 год, Грузия)[213]
- Орден Чести (2003 год, Грузия)[214]
- Кавалер большого креста ордена Трёх звёзд с цепью (6 августа 2009 года, Латвия)[215][216]
- Медаль «В память 300-летия Санкт-Петербурга» (2003 год, Россия)[217]
- Юбилейная медаль «65 лет Победы в Великой Отечественной войне 1941—1945 гг.» (2010 год, Россия)[218]
- Медаль «10 лет Астане» (2008 год, Казахстан)
- Кавалер большого креста Ордена Почётного легиона (29 января 2007 года, Франция)[203]
- Кавалер большого креста с цепью Ордена «За заслуги перед Итальянской республикой» (12 июля 2018 года, Италия)[219][220]
- Кавалер большого креста Ордена Заслуг перед Республикой Польша (25 февраля 2008 года, Польша)[203][221]
- Большая лента Ордена Республики Сербии (2013 год, Сербия)[222]
- Орден «Стара-планина» с лентой (25 октября 2011 года, Болгария)[223][224]
- Цепь ордена Звезды Румынии (6 октября 2004 года, Румыния)[203][225]
- Кавалер Большого креста Ордена «За верную службу» (15 апреля 2011 года, Румыния)[226][227]
- Орден Турецкой Республики I класса (12 ноября 2013 года, Турция)[203]
- Орден короля Абдель-Азиза (8 марта 2005 года, Саудовская Аравия)[203]
- Орден Мубарака Великого (10 февраля 2009 года, Кувейт)[203]
- Медаль «Дружба» (20 июня 2019 года, Болгария)[228]
- Высший орден тюркского мира (12 ноября 2021 года, Турция)[229]

#### Религиозные
- Орден «Славы и Чести» I степени (2010, РПЦ)[230]
- Орден святого благоверного князя Даниила Московского I степени (РПЦ)[231]
- Орден Преподобного Сергия Радонежского I степени (РПЦ)
- Орден «Шейх уль-ислам» (20 декабря 2005 года, Духовное управление мусульман Кавказа)[232]
- Орден «За заслуги перед Уммой» (2009, Координационный центр мусульман Северного Кавказа)[233]
- Золотая Медаль в честь святого апостола Варфоломея (2010, Бакинская и Прикаспийская епархия) — за вклад в укрепление межрелигиозного диалога[234]

#### Общественные, ведомственные и спортивные
- Орден «Содружество» (2012 год, СНГ)[235]
- Золотая медаль «Древо дружбы» (2002 год, Межпарламентская ассамблея СНГ) — за выдающийся вклад в формирование общего информационного пространства СНГ[236]
- Орден «Дуслык» (2024 год, Республика Татарстан, Россия) — за значительный вклад в развитие сотрудничества между Республикой Татарстан и Азербайджанской Республикой, укрепление дружбы и взаимопонимания между народами[237]
- Орден «За заслуги перед Астраханской областью» (18 декабря 2018 года, Астраханская область, Россия) — за большой вклад в развитие плодотворного сотрудничества и укрепление дружественных отношений между Астраханской областью и Азербайджанской Республикой[238][239]
- Орден «За Заслуги перед Партией» (2015 год, Коммунистическая партия Российской Федерации)[240]
- Олимпийский орден (2004 год, Международный олимпийский комитет)[241]
- Орден Славы «Великой Кордон» (Международный военно-спортивный совет)[203]
- Орден Славы Международной Конфедерации Спортивных Организаций стран СНГ[203]
- Высший орден Зала почёта ФИЛА «Легенда спорта»[203]
- Орден Атамана Головатого (2012 год)[242]
- Орден Международной федерации бодибилдинга и фитнеса (2007 год) — за международный вклад в популяризацию спорта, фитнеса и здорового образа жизни[243]
- Золотая медаль парламента Греции (2009 год)[216][244]
- Золотая медаль народного собрания Египта (2007 год)[245]
- Памятная золотая медаль по случаю 30-летнего юбилея ИСЕСКО (2012 год)[246]
- Золотая звезда Героя — высший орден казачества (2012 год)[247]
- Почётный золотой знак Всеобщей конфедерации профсоюзов «За заслуги перед профдвижением» (2012 год)[248]
- Диплом почётного члена и медаль Парламентской Ассамблеи Совета Европы (2004 год)[249][250]
- Почётный диплом Международного фонда по сотрудничеству и партнёрству Каспийское море — Чёрное море (2011)[251]
- Золотая медаль «Гейдар Алиев» (Общество чеченско-азербайджанской дружбы и сотрудничества)[252]
- Диплом «Попечитель ветеранов» (2014 год)[253]
- Чемпионский пояс по самбо (2015 год, Международная федерация самбо)[254]
- Специальная медаль Международного комитета «Fair Play» (2015 год)[255].
- Памятная медаль Международного Олимпийского комитета (2014 год, Международный олимпийский комитет)[256].
- Медаль Чести (2015 год, Международный паралимпийский комитет)[257].
- Медаль по случаю 25-летия образования Конфедерации профсоюзов Азербайджана (2018 год)[258].
- Золотой орден (2018 год, организация «Объединённый мир борьбы»)[259].
- Орден «Чингиз Айтматов» (2024 год, Кыргызстан)[260]
- Медаль «Красный Полумесяц» (Национальное Общество Красного Полумесяца)[261].
- Золотая медаль Союза художников Азербайджана (2006 год)[262].
- Медаль «Академик Микаил Усейнов» (2013 год, Союз архитекторов Азербайджана)[263].
- Медаль «Золотой боец» (2004 год, Евразийский национальный университет имени Л. Н. Гумилёва)[264].
- Медаль по случаю 140-летия парламента Румынии (2004 год, Парламент Румынии)[265].
- Почётный член и медаль фонда культуры «Пой Полидой» (2004 год, Румыния)[266].
- Золотая медаль и почётный диплом за особый вклад в развитие авиации (2006 год)[267].
- Медаль за заслуги в МГИМО и вклад в подготовку дипломатических кадров (2006 год, Россия, МГИМО)[268].
- Золотой знак правления Ассоциации выпускников МГИМО (2006 год, Россия, МГИМО)[268].
- Специальная медаль Общества Пааскиви (2008 год, Финляндия)[269].
- Памятная медаль Конституционного суда Азербайджана (2008 год)[270].
- Памятная медаль, посвящённая 140-летию Сената Румынии (2009 год, Румыния)[271].
- Почётная медаль Милли Меджлиса Азербайджанской Республики (2009 год) — за исключительные заслуги в развитии парламентаризма и укреплении межпарламентских связей[272].
- Золотая медаль Международной федерацией универсального боя (2009 год)[273].
- Медаль Форума Кранс Монтана[274].
- Медаль Medalla Sede Vacante (2013 год, Ватикан)[275].
- Специальная медаль чемпионата мира по футболу среди женщин ФИФА U-17 (2012 год)[276].
- Медаль «За особые заслуги в развитии ТЮРКПА» (2016 год, Парламентская ассамблея тюркоязычных стран (ТЮРКПА))[277].
- Медаль, посвящённая 25-летию создания Совета командующих пограничными войсками СНГ (2017 год)[278].
- Медаль по случаю 25-летия образования структуры и решением Исполнительного комитета Комитета профсоюзов Азербайджана (2018 год) — за поддержку развития деятельности профсоюзных организаций[279].
- Памятная медаль Российской академии наук (2021 год, Россия)[280].
- Юбилейная медаль Азербайджанской Республики «10-летие Государственного агентства по оказанию услуг гражданам и социальным инновациям при Президенте Азербайджанской Республики (2012—2022)» (2023 год)[281].
- Памятная медаль, посвящённая 100-летию общенационального лидера Гейдара Алиева (2023 год, компания «Masdar», Объединённые Арабские Эмираты)[282].
- Золотой орден FILA (2006 год)[283].
- Почётный орден «Гянджа 2500» (2006 год)[284].
- Орден «Олимпия» (2008 год, Национальный Олимпийский комитет Азербайджана)[285].
- Специальный диплом «Человек года» (2007 год)[286].
- Почётный серебряный знак Всеобщей конфедерации профсоюзов (2011 год, Россия)[287].
- Золотой орден Международного комитета профсоюзов работников связи (2011 год, Россия)[287].
- Почётный чёрный пояс 6-го дана и сертификат мирового тхэквондо[288].

#### Премии
- Премия Ихсана Дограмачи за мир и международные отношения (2004, Турция)[203][289]
- Лауреат «Гран-при» премии «Персона года 2009» (Россия)[290]
- Лауреат премии «Друг журналистов» (2010 год)[291]
- Международная премия «Достойный друг Балкан»[292].
- Награда «Самый успешный государственный деятель десятилетия в тюркоязычных республиках» (2013 год, Турция)[293]
- Премия «Человек года» (2013 год, Каспийский стратегический институт)[294]
- Премия «Государственный деятель года Каспия» (2013 год)[295]
- Премия «Друг молодых учёных» (2014 год)[296]
- Международная премия дружбы (2017 год, журнал "Çekmeköy 2023, Турция)[297]

#### Почётные звания
- «Человек года-2010» по версии журнала «Balcanii şi Europa» (Румыния)[298][299]
- Почётный профессор Туркменского государственного университета имени Махтумкули (Туркменистан)[203].
- Почётный профессор Белорусского государственного университета (Беларусь)[1][300]
- Почётный профессор МГУ имени М. В. Ломоносова (2008)[301]
- Почётный Профессор Евразийского национального университета имени Л. Н. Гумилёва (Казахстан)[203]
- Почётный Профессор Университета национальной и мировой экономики (Болгария)[203][неавторитетный источник][302]
- Почётный Доктор Университета Линкольна (США)[203][неавторитетный источник]
- Почётный Доктор Московского государственного университета международных отношений[203]
- Почётный Доктор Билькентского университета (2004, Турция)[203][289]
- Почётный Доктор Национальной налоговой академии (Украина)[203]
- Почётный Доктор Плостского университета нефти и газа (Румыния)[203]
- Почётный доктор МГИМО (2004)[303]
- Почётный доктор университета Кёнхи (Южная Корея)[203][неавторитетный источник][304]
- Почётный доктор Иорданского университета (Иордания)[203]
- Почётный доктор общественных наук Университета Корвинус (Венгрия)[203][неавторитетный источник][305]
- Почётный доктор Киевского национального университета имени Тараса Шевченко (Украина)[203]
- Почётный гражданин города Астрахани (2011)[306]
- Почётный профессор Туркменского государственного университета имени Махтумкули (Туркменистан)[1]
- Почётный доктор Бакинского государственного университета (Азербайджан)[1]
- Почётный доктор Анкарского университета (Турция)[1]
- Почётный доктор Университета Чукурова (Турция)[1]
- Почётный доктор Таджикского национального университета[307]

## Факты
Помимо родного азербайджанского, Алиев владеет русским, английским, французским и турецким языками.
В 2009 году Алиев был включён в книгу «500 самых влиятельных мусульман мира».
Будучи в 2010 году в Ульяновске посещал Дом-музея В. И. Ленина, где оставил запись в книге отзывов, в которой написал: «С большим интересом ознакомился с Домом-музеем Владимира Ильича Ленина. Экспозиция музея наглядно демонстрирует быт семьи Ульяновых. Все члены семьи обладали неординарными качествами и проявляли свой талант в разных сферах. Владимир Ильич оставил огромный след в истории человечества. Память о нём живёт в сердцах миллионов людей на планете».
Алиев является автором ряда исследовательских работ по геополитическим аспектам нефтяной политики суверенного Азербайджана.
К 50-летию Алиева в Сумгаите был изготовлен торт длиной 50 метров.

## Работы
- Алиев, Ильхам. Каспийская нефть Азербайджана. — М.: Известия, 2003. — 712 с. — ISBN 5-206-00618-1.

## Генеалогия
| Мир Паша-бек                  | Мир Паша-бек                  | Мир Паша-бек                  | Мир Паша-бек                  | Мир Паша-бек                  | Мир Паша-бек                  |  |  |                    |                    |                    |                    |                    |                    |                    |                    |                              |                              |                              |                              |                              |                              |                      |                      |                      |                      |                      |                      |                      |                      |                            |                            | Кербалаи Гурбанали         | Кербалаи Гурбанали         | Кербалаи Гурбанали         | Кербалаи Гурбанали         | Кербалаи Гурбанали | Кербалаи Гурбанали |                    |                    | Ибрагим-бек Сулейманбеков | Ибрагим-бек Сулейманбеков | Ибрагим-бек Сулейманбеков | Ибрагим-бек Сулейманбеков | Ибрагим-бек Сулейманбеков | Ибрагим-бек Сулейманбеков |                     |                     |                  |                  |                                |                                |                                |                                |                                |                                |  |  |                    |                    |                    |                    |                    |                    |  |  |                   |                   |                   |                   |                   |                   |  |  |                    |                    |                    |                    |                    |                    |  |  |                    |                    |                    |                    |                    |                    |                    |                    |                           |                           |                           |                           |                           |                           |                 |                 |                   |                   | Кербалаи Аббасгулу | Кербалаи Аббасгулу | Кербалаи Аббасгулу | Кербалаи Аббасгулу | Кербалаи Аббасгулу | Кербалаи Аббасгулу |                    |                    |                    |                    |                    |                    |  |  |  |  |  |  |  |  |  |  |  |  |  |  |  |  |
| Мир Паша-бек                  | Мир Паша-бек                  | Мир Паша-бек                  | Мир Паша-бек                  | Мир Паша-бек                  | Мир Паша-бек                  |  |  |                    |                    |                    |                    |                    |                    |                    |                    |                              |                              |                              |                              |                              |                              |                      |                      |                      |                      |                      |                      |                      |                      |                            |                            | Кербалаи Гурбанали         | Кербалаи Гурбанали         | Кербалаи Гурбанали         | Кербалаи Гурбанали         | Кербалаи Гурбанали | Кербалаи Гурбанали |                    |                    | Ибрагим-бек Сулейманбеков | Ибрагим-бек Сулейманбеков | Ибрагим-бек Сулейманбеков | Ибрагим-бек Сулейманбеков | Ибрагим-бек Сулейманбеков | Ибрагим-бек Сулейманбеков |                     |                     |                  |                  |                                |                                |                                |                                |                                |                                |  |  |                    |                    |                    |                    |                    |                    |  |  |                   |                   |                   |                   |                   |                   |  |  |                    |                    |                    |                    |                    |                    |  |  |                    |                    |                    |                    |                    |                    |                    |                    |                           |                           |                           |                           |                           |                           |                 |                 |                   |                   | Кербалаи Аббасгулу | Кербалаи Аббасгулу | Кербалаи Аббасгулу | Кербалаи Аббасгулу | Кербалаи Аббасгулу | Кербалаи Аббасгулу |                    |                    |                    |                    |                    |                    |  |  |  |  |  |  |  |  |  |  |  |  |  |  |  |  |
| Мир Али Мир Ашрафи            | Мир Али Мир Ашрафи            | Мир Али Мир Ашрафи            | Мир Али Мир Ашрафи            | Мир Али Мир Ашрафи            | Мир Али Мир Ашрафи            |  |  |                    |                    |                    |                    |                    |                    |                    |                    |                              |                              |                              |                              |                              |                              |                      |                      | Юсиф-бек Султанзаде  | Юсиф-бек Султанзаде  | Юсиф-бек Султанзаде  | Юсиф-бек Султанзаде  | Юсиф-бек Султанзаде  | Юсиф-бек Султанзаде  |                            |                            | Мамедкерим Алиев           | Мамедкерим Алиев           | Мамедкерим Алиев           | Мамедкерим Алиев           | Мамедкерим Алиев   | Мамедкерим Алиев   |                    |                    | Захра                     | Захра                     | Захра                     | Захра                     | Захра                     | Захра                     |                     |                     | Джаббар Аббасов  | Джаббар Аббасов  | Джаббар Аббасов                | Джаббар Аббасов                | Джаббар Аббасов                | Джаббар Аббасов                |                                |                                |  |  |                    |                    |                    |                    |                    |                    |  |  |                   |                   |                   |                   |                   |                   |  |  |                    |                    |                    |                    |                    |                    |  |  |                    |                    |                    |                    |                    |                    |                    |                    |                           |                           | Кербалаи Джафар           | Кербалаи Джафар           | Кербалаи Джафар           | Кербалаи Джафар           | Кербалаи Джафар | Кербалаи Джафар |                   |                   | Гюльджахан         | Гюльджахан         | Гюльджахан         | Гюльджахан         | Гюльджахан         | Гюльджахан         |                    |                    |                    |                    |                    |                    |  |  |  |  |  |  |  |  |  |  |  |  |  |  |  |  |
| Мир Али Мир Ашрафи            | Мир Али Мир Ашрафи            | Мир Али Мир Ашрафи            | Мир Али Мир Ашрафи            | Мир Али Мир Ашрафи            | Мир Али Мир Ашрафи            |  |  |                    |                    |                    |                    |                    |                    |                    |                    |                              |                              |                              |                              |                              |                              |                      |                      | Юсиф-бек Султанзаде  | Юсиф-бек Султанзаде  | Юсиф-бек Султанзаде  | Юсиф-бек Султанзаде  | Юсиф-бек Султанзаде  | Юсиф-бек Султанзаде  |                            |                            | Мамедкерим Алиев           | Мамедкерим Алиев           | Мамедкерим Алиев           | Мамедкерим Алиев           | Мамедкерим Алиев   | Мамедкерим Алиев   |                    |                    | Захра                     | Захра                     | Захра                     | Захра                     | Захра                     | Захра                     |                     |                     | Джаббар Аббасов  | Джаббар Аббасов  | Джаббар Аббасов                | Джаббар Аббасов                | Джаббар Аббасов                | Джаббар Аббасов                |                                |                                |  |  |                    |                    |                    |                    |                    |                    |  |  |                   |                   |                   |                   |                   |                   |  |  |                    |                    |                    |                    |                    |                    |  |  |                    |                    |                    |                    |                    |                    |                    |                    |                           |                           | Кербалаи Джафар           | Кербалаи Джафар           | Кербалаи Джафар           | Кербалаи Джафар           | Кербалаи Джафар | Кербалаи Джафар |                   |                   | Гюльджахан         | Гюльджахан         | Гюльджахан         | Гюльджахан         | Гюльджахан         | Гюльджахан         |                    |                    |                    |                    |                    |                    |  |  |  |  |  |  |  |  |  |  |  |  |  |  |  |  |
|                               |                               |                               |                               |                               |                               |  |  |                    |                    |                    |                    |                    |                    |                    |                    |                              |                              |                              |                              |                              |                              |                      |                      |                      |                      |                      |                      |                      |                      |                            |                            |                            |                            |                            |                            |                    |                    |                    |                    |                           |                           |                           |                           |                           |                           |                     |                     |                  |                  |                                |                                |                                |                                |                                |                                |  |  |                    |                    |                    |                    |                    |                    |  |  |                   |                   |                   |                   |                   |                   |  |  |                    |                    |                    |                    |                    |                    |  |  |                    |                    |                    |                    |                    |                    |                    |                    |                           |                           |                           |                           |                           |                           |                 |                 |                   |                   |                    |                    |                    |                    |                    |                    |                    |                    |                    |                    |                    |                    |  |  |  |  |  |  |  |  |  |  |  |  |  |  |  |  |
|                               |                               |                               |                               |                               |                               |  |  |                    |                    |                    |                    |                    |                    |                    |                    |                              |                              |                              |                              |                              |                              |                      |                      |                      |                      |                      |                      |                      |                      |                            |                            |                            |                            |                            |                            |                    |                    |                    |                    |                           |                           |                           |                           |                           |                           |                     |                     |                  |                  |                                |                                |                                |                                |                                |                                |  |  |                    |                    |                    |                    |                    |                    |  |  |                   |                   |                   |                   |                   |                   |  |  |                    |                    |                    |                    |                    |                    |  |  |                    |                    |                    |                    |                    |                    |                    |                    |                           |                           |                           |                           |                           |                           |                 |                 |                   |                   |                    |                    |                    |                    |                    |                    |                    |                    |                    |                    |                    |                    |  |  |  |  |  |  |  |  |  |  |  |  |  |  |  |  |
| Мир Джалал Пашаев (1908—1978) | Мир Джалал Пашаев (1908—1978) | Мир Джалал Пашаев (1908—1978) | Мир Джалал Пашаев (1908—1978) | Мир Джалал Пашаев (1908—1978) | Мир Джалал Пашаев (1908—1978) |  |  | Пистаханум         | Пистаханум         | Пистаханум         | Пистаханум         | Пистаханум         | Пистаханум         |                    |                    | Насир Имангулиев (1911—1998) | Насир Имангулиев (1911—1998) | Насир Имангулиев (1911—1998) | Насир Имангулиев (1911—1998) | Насир Имангулиев (1911—1998) | Насир Имангулиев (1911—1998) |                      |                      | Говхар (1909—1982)   | Говхар (1909—1982)   | Говхар (1909—1982)   | Говхар (1909—1982)   | Говхар (1909—1982)   | Говхар (1909—1982)   |                            |                            |                            |                            |                            |                            | Азиз (1897—1962)   | Азиз (1897—1962)   | Азиз (1897—1962)   | Азиз (1897—1962)   | Азиз (1897—1962)          | Азиз (1897—1962)          |                           |                           | Лейла                     | Лейла                     | Лейла               | Лейла               | Лейла            | Лейла            |                                |                                |                                |                                |                                |                                |  |  |                    |                    |                    |                    |                    |                    |  |  |                   |                   |                   |                   |                   |                   |  |  |                    |                    |                    |                    |                    |                    |  |  |                    |                    |                    |                    |                    |                    | Иззет (1895—1956)  | Иззет (1895—1956)  | Иззет (1895—1956)         | Иззет (1895—1956)         | Иззет (1895—1956)         | Иззет (1895—1956)         |                           |                           | Алирза Алиев    | Алирза Алиев    | Алирза Алиев      | Алирза Алиев      | Алирза Алиев       | Алирза Алиев       |                    |                    | Нарынгюль          | Нарынгюль          | Нарынгюль          | Нарынгюль          | Нарынгюль          | Нарынгюль          |                    |                    |  |  |  |  |  |  |  |  |  |  |  |  |  |  |  |  |
| Мир Джалал Пашаев (1908—1978) | Мир Джалал Пашаев (1908—1978) | Мир Джалал Пашаев (1908—1978) | Мир Джалал Пашаев (1908—1978) | Мир Джалал Пашаев (1908—1978) | Мир Джалал Пашаев (1908—1978) |  |  | Пистаханум         | Пистаханум         | Пистаханум         | Пистаханум         | Пистаханум         | Пистаханум         |                    |                    | Насир Имангулиев (1911—1998) | Насир Имангулиев (1911—1998) | Насир Имангулиев (1911—1998) | Насир Имангулиев (1911—1998) | Насир Имангулиев (1911—1998) | Насир Имангулиев (1911—1998) |                      |                      | Говхар (1909—1982)   | Говхар (1909—1982)   | Говхар (1909—1982)   | Говхар (1909—1982)   | Говхар (1909—1982)   | Говхар (1909—1982)   |                            |                            |                            |                            |                            |                            | Азиз (1897—1962)   | Азиз (1897—1962)   | Азиз (1897—1962)   | Азиз (1897—1962)   | Азиз (1897—1962)          | Азиз (1897—1962)          |                           |                           | Лейла                     | Лейла                     | Лейла               | Лейла               | Лейла            | Лейла            |                                |                                |                                |                                |                                |                                |  |  |                    |                    |                    |                    |                    |                    |  |  |                   |                   |                   |                   |                   |                   |  |  |                    |                    |                    |                    |                    |                    |  |  |                    |                    |                    |                    |                    |                    | Иззет (1895—1956)  | Иззет (1895—1956)  | Иззет (1895—1956)         | Иззет (1895—1956)         | Иззет (1895—1956)         | Иззет (1895—1956)         |                           |                           | Алирза Алиев    | Алирза Алиев    | Алирза Алиев      | Алирза Алиев      | Алирза Алиев       | Алирза Алиев       |                    |                    | Нарынгюль          | Нарынгюль          | Нарынгюль          | Нарынгюль          | Нарынгюль          | Нарынгюль          |                    |                    |  |  |  |  |  |  |  |  |  |  |  |  |  |  |  |  |
|                               |                               |                               |                               |                               |                               |  |  |                    |                    |                    |                    |                    |                    |                    |                    |                              |                              |                              |                              |                              |                              |                      |                      |                      |                      |                      |                      |                      |                      |                            |                            |                            |                            |                            |                            |                    |                    |                    |                    |                           |                           |                           |                           |                           |                           |                     |                     |                  |                  |                                |                                |                                |                                |                                |                                |  |  |                    |                    |                    |                    |                    |                    |  |  |                   |                   |                   |                   |                   |                   |  |  |                    |                    |                    |                    |                    |                    |  |  |                    |                    |                    |                    |                    |                    |                    |                    |                           |                           |                           |                           |                           |                           |                 |                 |                   |                   |                    |                    |                    |                    |                    |                    |                    |                    |                    |                    |                    |                    |  |  |  |  |  |  |  |  |  |  |  |  |  |  |  |  |
|                               |                               |                               |                               |                               |                               |  |  |                    |                    |                    |                    |                    |                    |                    |                    |                              |                              |                              |                              |                              |                              |                      |                      |                      |                      |                      |                      |                      |                      |                            |                            |                            |                            |                            |                            |                    |                    |                    |                    |                           |                           |                           |                           |                           |                           |                     |                     |                  |                  |                                |                                |                                |                                |                                |                                |  |  |                    |                    |                    |                    |                    |                    |  |  |                   |                   |                   |                   |                   |                   |  |  |                    |                    |                    |                    |                    |                    |  |  |                    |                    |                    |                    |                    |                    |                    |                    |                           |                           |                           |                           |                           |                           |                 |                 |                   |                   |                    |                    |                    |                    |                    |                    |                    |                    |                    |                    |                    |                    |  |  |  |  |  |  |  |  |  |  |  |  |  |  |  |  |
| Хафиз (1941 г.р.)             | Хафиз (1941 г.р.)             | Хафиз (1941 г.р.)             | Хафиз (1941 г.р.)             | Хафиз (1941 г.р.)             | Хафиз (1941 г.р.)             |  |  |                    |                    | Ариф (1934 г.р.)   | Ариф (1934 г.р.)   | Ариф (1934 г.р.)   | Ариф (1934 г.р.)   | Ариф (1934 г.р.)   | Ариф (1934 г.р.)   |                              |                              | Аида (1939—1992)             | Аида (1939—1992)             | Аида (1939—1992)             | Аида (1939—1992)             | Аида (1939—1992)     | Аида (1939—1992)     |                      |                      | Тамерлан (1921—1997) | Тамерлан (1921—1997) | Тамерлан (1921—1997) | Тамерлан (1921—1997) | Тамерлан (1921—1997)       | Тамерлан (1921—1997)       |                            |                            | Гюляра (1933—1991)         | Гюляра (1933—1991)         | Гюляра (1933—1991) | Гюляра (1933—1991) | Гюляра (1933—1991) | Гюляра (1933—1991) |                           |                           | Джамиль (1946 г.р.)       | Джамиль (1946 г.р.)       | Джамиль (1946 г.р.)       | Джамиль (1946 г.р.)       | Джамиль (1946 г.р.) | Джамиль (1946 г.р.) |                  |                  | Зарифа (1923—1985)             | Зарифа (1923—1985)             | Зарифа (1923—1985)             | Зарифа (1923—1985)             | Зарифа (1923—1985)             | Зарифа (1923—1985)             |  |  | Гейдар (1923—2003) | Гейдар (1923—2003) | Гейдар (1923—2003) | Гейдар (1923—2003) | Гейдар (1923—2003) | Гейдар (1923—2003) |  |  | Агиль (1926—2006) | Агиль (1926—2006) | Агиль (1926—2006) | Агиль (1926—2006) | Агиль (1926—2006) | Агиль (1926—2006) |  |  | Джалал (1928—2016) | Джалал (1928—2016) | Джалал (1928—2016) | Джалал (1928—2016) | Джалал (1928—2016) | Джалал (1928—2016) |  |  | Рафига (1932—2017) | Рафига (1932—2017) | Рафига (1932—2017) | Рафига (1932—2017) | Рафига (1932—2017) | Рафига (1932—2017) |                    |                    | Рафик Халафов (1939—1998) | Рафик Халафов (1939—1998) | Рафик Халафов (1939—1998) | Рафик Халафов (1939—1998) | Рафик Халафов (1939—1998) | Рафик Халафов (1939—1998) |                 |                 | Гасан (1907—1993) | Гасан (1907—1993) | Гасан (1907—1993)  | Гасан (1907—1993)  | Гасан (1907—1993)  | Гасан (1907—1993)  |                    |                    | Гусейн (1911—1991) | Гусейн (1911—1991) | Гусейн (1911—1991) | Гусейн (1911—1991) | Гусейн (1911—1991) | Гусейн (1911—1991) |  |  |  |  |  |  |  |  |  |  |  |  |  |  |  |  |
| Хафиз (1941 г.р.)             | Хафиз (1941 г.р.)             | Хафиз (1941 г.р.)             | Хафиз (1941 г.р.)             | Хафиз (1941 г.р.)             | Хафиз (1941 г.р.)             |  |  |                    |                    | Ариф (1934 г.р.)   | Ариф (1934 г.р.)   | Ариф (1934 г.р.)   | Ариф (1934 г.р.)   | Ариф (1934 г.р.)   | Ариф (1934 г.р.)   |                              |                              | Аида (1939—1992)             | Аида (1939—1992)             | Аида (1939—1992)             | Аида (1939—1992)             | Аида (1939—1992)     | Аида (1939—1992)     |                      |                      | Тамерлан (1921—1997) | Тамерлан (1921—1997) | Тамерлан (1921—1997) | Тамерлан (1921—1997) | Тамерлан (1921—1997)       | Тамерлан (1921—1997)       |                            |                            | Гюляра (1933—1991)         | Гюляра (1933—1991)         | Гюляра (1933—1991) | Гюляра (1933—1991) | Гюляра (1933—1991) | Гюляра (1933—1991) |                           |                           | Джамиль (1946 г.р.)       | Джамиль (1946 г.р.)       | Джамиль (1946 г.р.)       | Джамиль (1946 г.р.)       | Джамиль (1946 г.р.) | Джамиль (1946 г.р.) |                  |                  | Зарифа (1923—1985)             | Зарифа (1923—1985)             | Зарифа (1923—1985)             | Зарифа (1923—1985)             | Зарифа (1923—1985)             | Зарифа (1923—1985)             |  |  | Гейдар (1923—2003) | Гейдар (1923—2003) | Гейдар (1923—2003) | Гейдар (1923—2003) | Гейдар (1923—2003) | Гейдар (1923—2003) |  |  | Агиль (1926—2006) | Агиль (1926—2006) | Агиль (1926—2006) | Агиль (1926—2006) | Агиль (1926—2006) | Агиль (1926—2006) |  |  | Джалал (1928—2016) | Джалал (1928—2016) | Джалал (1928—2016) | Джалал (1928—2016) | Джалал (1928—2016) | Джалал (1928—2016) |  |  | Рафига (1932—2017) | Рафига (1932—2017) | Рафига (1932—2017) | Рафига (1932—2017) | Рафига (1932—2017) | Рафига (1932—2017) |                    |                    | Рафик Халафов (1939—1998) | Рафик Халафов (1939—1998) | Рафик Халафов (1939—1998) | Рафик Халафов (1939—1998) | Рафик Халафов (1939—1998) | Рафик Халафов (1939—1998) |                 |                 | Гасан (1907—1993) | Гасан (1907—1993) | Гасан (1907—1993)  | Гасан (1907—1993)  | Гасан (1907—1993)  | Гасан (1907—1993)  |                    |                    | Гусейн (1911—1991) | Гусейн (1911—1991) | Гусейн (1911—1991) | Гусейн (1911—1991) | Гусейн (1911—1991) | Гусейн (1911—1991) |  |  |  |  |  |  |  |  |  |  |  |  |  |  |  |  |
|                               |                               |                               |                               |                               |                               |  |  |                    |                    |                    |                    |                    |                    |                    |                    |                              |                              |                              |                              |                              |                              |                      |                      |                      |                      |                      |                      |                      |                      |                            |                            |                            |                            |                            |                            |                    |                    |                    |                    |                           |                           |                           |                           |                           |                           |                     |                     |                  |                  |                                |                                |                                |                                |                                |                                |  |  |                    |                    |                    |                    |                    |                    |  |  |                   |                   |                   |                   |                   |                   |  |  |                    |                    |                    |                    |                    |                    |  |  |                    |                    |                    |                    |                    |                    |                    |                    |                           |                           |                           |                           |                           |                           |                 |                 |                   |                   |                    |                    |                    |                    |                    |                    |                    |                    |                    |                    |                    |                    |  |  |  |  |  |  |  |  |  |  |  |  |  |  |  |  |
|                               |                               |                               |                               |                               |                               |  |  |                    |                    |                    |                    |                    |                    |                    |                    |                              |                              |                              |                              |                              |                              |                      |                      |                      |                      |                      |                      |                      |                      |                            |                            |                            |                            |                            |                            |                    |                    |                    |                    |                           |                           |                           |                           |                           |                           |                     |                     |                  |                  |                                |                                |                                |                                |                                |                                |  |  |                    |                    |                    |                    |                    |                    |  |  |                   |                   |                   |                   |                   |                   |  |  |                    |                    |                    |                    |                    |                    |  |  |                    |                    |                    |                    |                    |                    |                    |                    |                           |                           |                           |                           |                           |                           |                 |                 |                   |                   |                    |                    |                    |                    |                    |                    |                    |                    |                    |                    |                    |                    |  |  |  |  |  |  |  |  |  |  |  |  |  |  |  |  |
| Араз Агаларов (1955 г.р.)     | Араз Агаларов (1955 г.р.)     | Араз Агаларов (1955 г.р.)     | Араз Агаларов (1955 г.р.)     | Араз Агаларов (1955 г.р.)     | Араз Агаларов (1955 г.р.)     |  |  |                    |                    | Наргиз (1962 г.р.) | Наргиз (1962 г.р.) | Наргиз (1962 г.р.) | Наргиз (1962 г.р.) | Наргиз (1962 г.р.) | Наргиз (1962 г.р.) |                              |                              |                              |                              | Мехрибан (1964 г.р.)         | Мехрибан (1964 г.р.)         | Мехрибан (1964 г.р.) | Мехрибан (1964 г.р.) | Мехрибан (1964 г.р.) | Мехрибан (1964 г.р.) |                      |                      | Ильхам (1961 г.р.)   | Ильхам (1961 г.р.)   | Ильхам (1961 г.р.)         | Ильхам (1961 г.р.)         | Ильхам (1961 г.р.)         | Ильхам (1961 г.р.)         |                            |                            |                    |                    |                    |                    |                           |                           | Севиль (1955 г.р.)        | Севиль (1955 г.р.)        | Севиль (1955 г.р.)        | Севиль (1955 г.р.)        | Севиль (1955 г.р.)  | Севиль (1955 г.р.)  |                  |                  | Махмуд Мамедкулиев (1949 г.р.) | Махмуд Мамедкулиев (1949 г.р.) | Махмуд Мамедкулиев (1949 г.р.) | Махмуд Мамедкулиев (1949 г.р.) | Махмуд Мамедкулиев (1949 г.р.) | Махмуд Мамедкулиев (1949 г.р.) |  |  |                    |                    |                    |                    |                    |                    |  |  | Ильгар            | Ильгар            | Ильгар            | Ильгар            | Ильгар            | Ильгар            |  |  |                    |                    |                    |                    |                    |                    |  |  |                    |                    |                    |                    | Фахрия (1969 г.р.) | Фахрия (1969 г.р.) | Фахрия (1969 г.р.) | Фахрия (1969 г.р.) | Фахрия (1969 г.р.)        | Фахрия (1969 г.р.)        |                           |                           |                           |                           |                 |                 | Расим (1934—2021) | Расим (1934—2021) | Расим (1934—2021)  | Расим (1934—2021)  | Расим (1934—2021)  | Расим (1934—2021)  |                    |                    |                    |                    |                    |                    |                    |                    |  |  |  |  |  |  |  |  |  |  |  |  |  |  |  |  |
| Араз Агаларов (1955 г.р.)     | Араз Агаларов (1955 г.р.)     | Араз Агаларов (1955 г.р.)     | Араз Агаларов (1955 г.р.)     | Араз Агаларов (1955 г.р.)     | Араз Агаларов (1955 г.р.)     |  |  |                    |                    | Наргиз (1962 г.р.) | Наргиз (1962 г.р.) | Наргиз (1962 г.р.) | Наргиз (1962 г.р.) | Наргиз (1962 г.р.) | Наргиз (1962 г.р.) |                              |                              |                              |                              | Мехрибан (1964 г.р.)         | Мехрибан (1964 г.р.)         | Мехрибан (1964 г.р.) | Мехрибан (1964 г.р.) | Мехрибан (1964 г.р.) | Мехрибан (1964 г.р.) |                      |                      | Ильхам (1961 г.р.)   | Ильхам (1961 г.р.)   | Ильхам (1961 г.р.)         | Ильхам (1961 г.р.)         | Ильхам (1961 г.р.)         | Ильхам (1961 г.р.)         |                            |                            |                    |                    |                    |                    |                           |                           | Севиль (1955 г.р.)        | Севиль (1955 г.р.)        | Севиль (1955 г.р.)        | Севиль (1955 г.р.)        | Севиль (1955 г.р.)  | Севиль (1955 г.р.)  |                  |                  | Махмуд Мамедкулиев (1949 г.р.) | Махмуд Мамедкулиев (1949 г.р.) | Махмуд Мамедкулиев (1949 г.р.) | Махмуд Мамедкулиев (1949 г.р.) | Махмуд Мамедкулиев (1949 г.р.) | Махмуд Мамедкулиев (1949 г.р.) |  |  |                    |                    |                    |                    |                    |                    |  |  | Ильгар            | Ильгар            | Ильгар            | Ильгар            | Ильгар            | Ильгар            |  |  |                    |                    |                    |                    |                    |                    |  |  |                    |                    |                    |                    | Фахрия (1969 г.р.) | Фахрия (1969 г.р.) | Фахрия (1969 г.р.) | Фахрия (1969 г.р.) | Фахрия (1969 г.р.)        | Фахрия (1969 г.р.)        |                           |                           |                           |                           |                 |                 | Расим (1934—2021) | Расим (1934—2021) | Расим (1934—2021)  | Расим (1934—2021)  | Расим (1934—2021)  | Расим (1934—2021)  |                    |                    |                    |                    |                    |                    |                    |                    |  |  |  |  |  |  |  |  |  |  |  |  |  |  |  |  |
|                               |                               |                               |                               |                               |                               |  |  |                    |                    |                    |                    |                    |                    |                    |                    |                              |                              |                              |                              |                              |                              |                      |                      |                      |                      |                      |                      |                      |                      |                            |                            |                            |                            |                            |                            |                    |                    |                    |                    |                           |                           |                           |                           |                           |                           |                     |                     |                  |                  |                                |                                |                                |                                |                                |                                |  |  |                    |                    |                    |                    |                    |                    |  |  |                   |                   |                   |                   |                   |                   |  |  |                    |                    |                    |                    |                    |                    |  |  |                    |                    |                    |                    |                    |                    |                    |                    |                           |                           |                           |                           |                           |                           |                 |                 |                   |                   |                    |                    |                    |                    |                    |                    |                    |                    |                    |                    |                    |                    |  |  |  |  |  |  |  |  |  |  |  |  |  |  |  |  |
|                               |                               |                               |                               |                               |                               |  |  |                    |                    |                    |                    |                    |                    |                    |                    |                              |                              |                              |                              |                              |                              |                      |                      |                      |                      |                      |                      |                      |                      |                            |                            |                            |                            |                            |                            |                    |                    |                    |                    |                           |                           |                           |                           |                           |                           |                     |                     |                  |                  |                                |                                |                                |                                |                                |                                |  |  |                    |                    |                    |                    |                    |                    |  |  |                   |                   |                   |                   |                   |                   |  |  |                    |                    |                    |                    |                    |                    |  |  |                    |                    |                    |                    |                    |                    |                    |                    |                           |                           |                           |                           |                           |                           |                 |                 |                   |                   |                    |                    |                    |                    |                    |                    |                    |                    |                    |                    |                    |                    |  |  |  |  |  |  |  |  |  |  |  |  |  |  |  |  |
| Эмин (1979 г.р.)              | Эмин (1979 г.р.)              | Эмин (1979 г.р.)              | Эмин (1979 г.р.)              | Эмин (1979 г.р.)              | Эмин (1979 г.р.)              |  |  | Лейла (1985 г.р.)  | Лейла (1985 г.р.)  | Лейла (1985 г.р.)  | Лейла (1985 г.р.)  | Лейла (1985 г.р.)  | Лейла (1985 г.р.)  |                    |                    |                              |                              |                              |                              |                              |                              | Арзу (1989 г.р.)     | Арзу (1989 г.р.)     | Арзу (1989 г.р.)     | Арзу (1989 г.р.)     | Арзу (1989 г.р.)     | Арзу (1989 г.р.)     |                      |                      | Самед Курбанов (1988 г.р.) | Самед Курбанов (1988 г.р.) | Самед Курбанов (1988 г.р.) | Самед Курбанов (1988 г.р.) | Самед Курбанов (1988 г.р.) | Самед Курбанов (1988 г.р.) |                    |                    | Гейдар (1997 г.р.) | Гейдар (1997 г.р.) | Гейдар (1997 г.р.)        | Гейдар (1997 г.р.)        | Гейдар (1997 г.р.)        | Гейдар (1997 г.р.)        |                           |                           | Азер (1986 г.р.)    | Азер (1986 г.р.)    | Азер (1986 г.р.) | Азер (1986 г.р.) | Азер (1986 г.р.)               | Азер (1986 г.р.)               |                                |                                |                                |                                |  |  |                    |                    |                    |                    |                    |                    |  |  |                   |                   |                   |                   |                   |                   |  |  |                    |                    |                    |                    |                    |                    |  |  |                    |                    |                    |                    |                    |                    |                    |                    |                           |                           |                           |                           |                           |                           |                 |                 |                   |                   |                    |                    |                    |                    |                    |                    |                    |                    |                    |                    |                    |                    |  |  |  |  |  |  |  |  |  |  |  |  |  |  |  |  |
| Эмин (1979 г.р.)              | Эмин (1979 г.р.)              | Эмин (1979 г.р.)              | Эмин (1979 г.р.)              | Эмин (1979 г.р.)              | Эмин (1979 г.р.)              |  |  | Лейла (1985 г.р.)  | Лейла (1985 г.р.)  | Лейла (1985 г.р.)  | Лейла (1985 г.р.)  | Лейла (1985 г.р.)  | Лейла (1985 г.р.)  |                    |                    |                              |                              |                              |                              |                              |                              | Арзу (1989 г.р.)     | Арзу (1989 г.р.)     | Арзу (1989 г.р.)     | Арзу (1989 г.р.)     | Арзу (1989 г.р.)     | Арзу (1989 г.р.)     |                      |                      | Самед Курбанов (1988 г.р.) | Самед Курбанов (1988 г.р.) | Самед Курбанов (1988 г.р.) | Самед Курбанов (1988 г.р.) | Самед Курбанов (1988 г.р.) | Самед Курбанов (1988 г.р.) |                    |                    | Гейдар (1997 г.р.) | Гейдар (1997 г.р.) | Гейдар (1997 г.р.)        | Гейдар (1997 г.р.)        | Гейдар (1997 г.р.)        | Гейдар (1997 г.р.)        |                           |                           | Азер (1986 г.р.)    | Азер (1986 г.р.)    | Азер (1986 г.р.) | Азер (1986 г.р.) | Азер (1986 г.р.)               | Азер (1986 г.р.)               |                                |                                |                                |                                |  |  |                    |                    |                    |                    |                    |                    |  |  |                   |                   |                   |                   |                   |                   |  |  |                    |                    |                    |                    |                    |                    |  |  |                    |                    |                    |                    |                    |                    |                    |                    |                           |                           |                           |                           |                           |                           |                 |                 |                   |                   |                    |                    |                    |                    |                    |                    |                    |                    |                    |                    |                    |                    |  |  |  |  |  |  |  |  |  |  |  |  |  |  |  |  |
|                               |                               |                               |                               |                               |                               |  |  |                    |                    |                    |                    |                    |                    |                    |                    |                              |                              |                              |                              |                              |                              |                      |                      |                      |                      |                      |                      |                      |                      |                            |                            |                            |                            |                            |                            |                    |                    |                    |                    |                           |                           |                           |                           |                           |                           |                     |                     |                  |                  |                                |                                |                                |                                |                                |                                |  |  |                    |                    |                    |                    |                    |                    |  |  |                   |                   |                   |                   |                   |                   |  |  |                    |                    |                    |                    |                    |                    |  |  |                    |                    |                    |                    |                    |                    |                    |                    |                           |                           |                           |                           |                           |                           |                 |                 |                   |                   |                    |                    |                    |                    |                    |                    |                    |                    |                    |                    |                    |                    |  |  |  |  |  |  |  |  |  |  |  |  |  |  |  |  |
|                               |                               |                               |                               |                               |                               |  |  |                    |                    |                    |                    |                    |                    |                    |                    |                              |                              |                              |                              |                              |                              |                      |                      |                      |                      |                      |                      |                      |                      |                            |                            |                            |                            |                            |                            |                    |                    |                    |                    |                           |                           |                           |                           |                           |                           |                     |                     |                  |                  |                                |                                |                                |                                |                                |                                |  |  |                    |                    |                    |                    |                    |                    |  |  |                   |                   |                   |                   |                   |                   |  |  |                    |                    |                    |                    |                    |                    |  |  |                    |                    |                    |                    |                    |                    |                    |                    |                           |                           |                           |                           |                           |                           |                 |                 |                   |                   |                    |                    |                    |                    |                    |                    |                    |                    |                    |                    |                    |                    |  |  |  |  |  |  |  |  |  |  |  |  |  |  |  |  |
| Али (2008 г.р.)               | Али (2008 г.р.)               | Али (2008 г.р.)               | Али (2008 г.р.)               | Али (2008 г.р.)               | Али (2008 г.р.)               |  |  | Микаил (2008 г.р.) | Микаил (2008 г.р.) | Микаил (2008 г.р.) | Микаил (2008 г.р.) | Микаил (2008 г.р.) | Микаил (2008 г.р.) |                    |                    |                              |                              |                              |                              |                              |                              | Айдын (2012 г.р.)    | Айдын (2012 г.р.)    | Айдын (2012 г.р.)    | Айдын (2012 г.р.)    | Айдын (2012 г.р.)    | Айдын (2012 г.р.)    |                      |                      | Азиза (2016 г.р.)          | Азиза (2016 г.р.)          | Азиза (2016 г.р.)          | Азиза (2016 г.р.)          | Азиза (2016 г.р.)          | Азиза (2016 г.р.)          |                    |                    |                    |                    |                           |                           |                           |                           |                           |                           |                     |                     |                  |                  |                                |                                |                                |                                |                                |                                |  |  |                    |                    |                    |                    |                    |                    |  |  |                   |                   |                   |                   |                   |                   |  |  |                    |                    |                    |                    |                    |                    |  |  |                    |                    |                    |                    |                    |                    |                    |                    |                           |                           |                           |                           |                           |                           |                 |                 |                   |                   |                    |                    |                    |                    |                    |                    |                    |                    |                    |                    |                    |                    |  |  |  |  |  |  |  |  |  |  |  |  |  |  |  |  |